# Biserica evanghelică din Ideciu de Sus

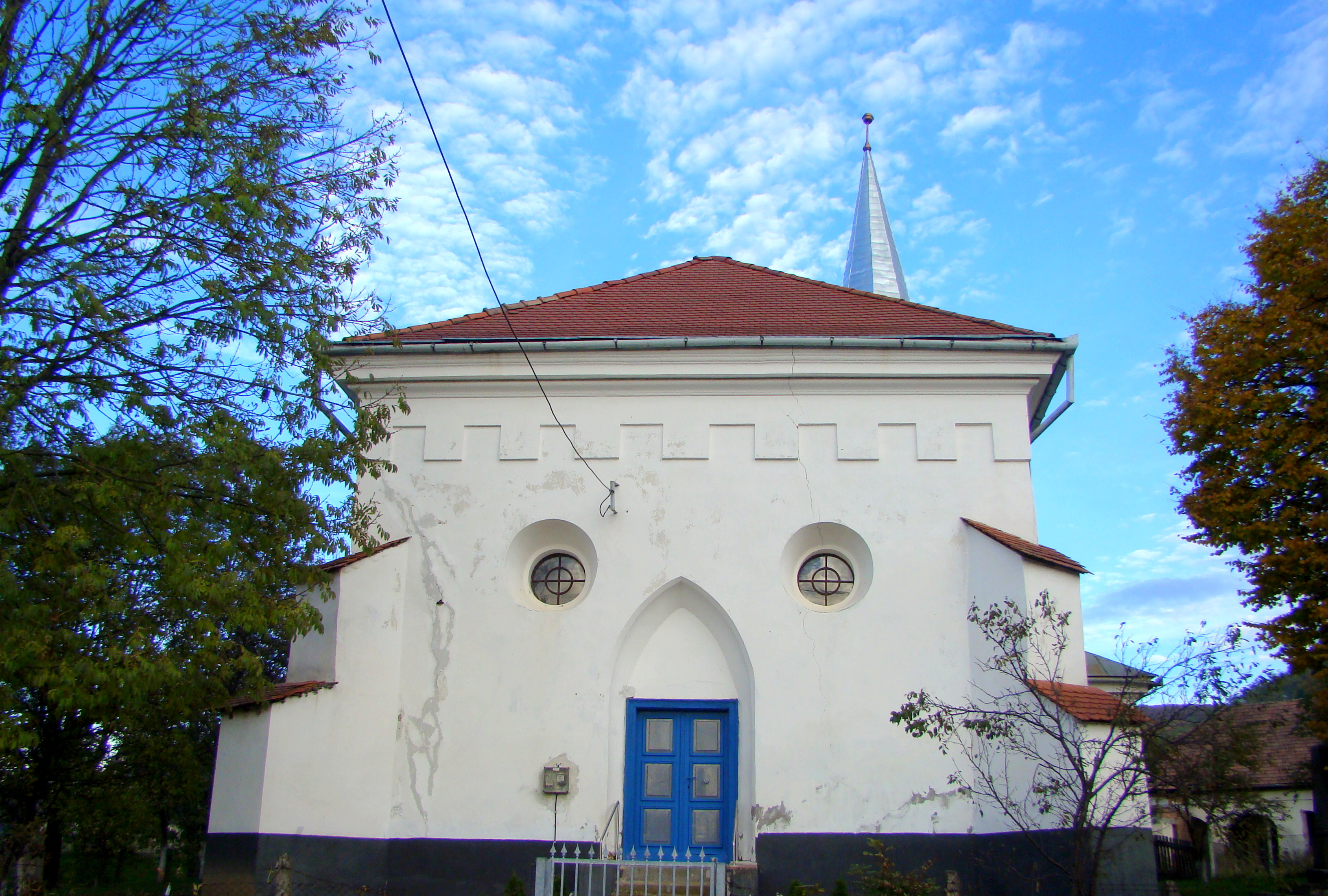
Biserica evanghelică din Ideciu de Sus (octombrie 2021)

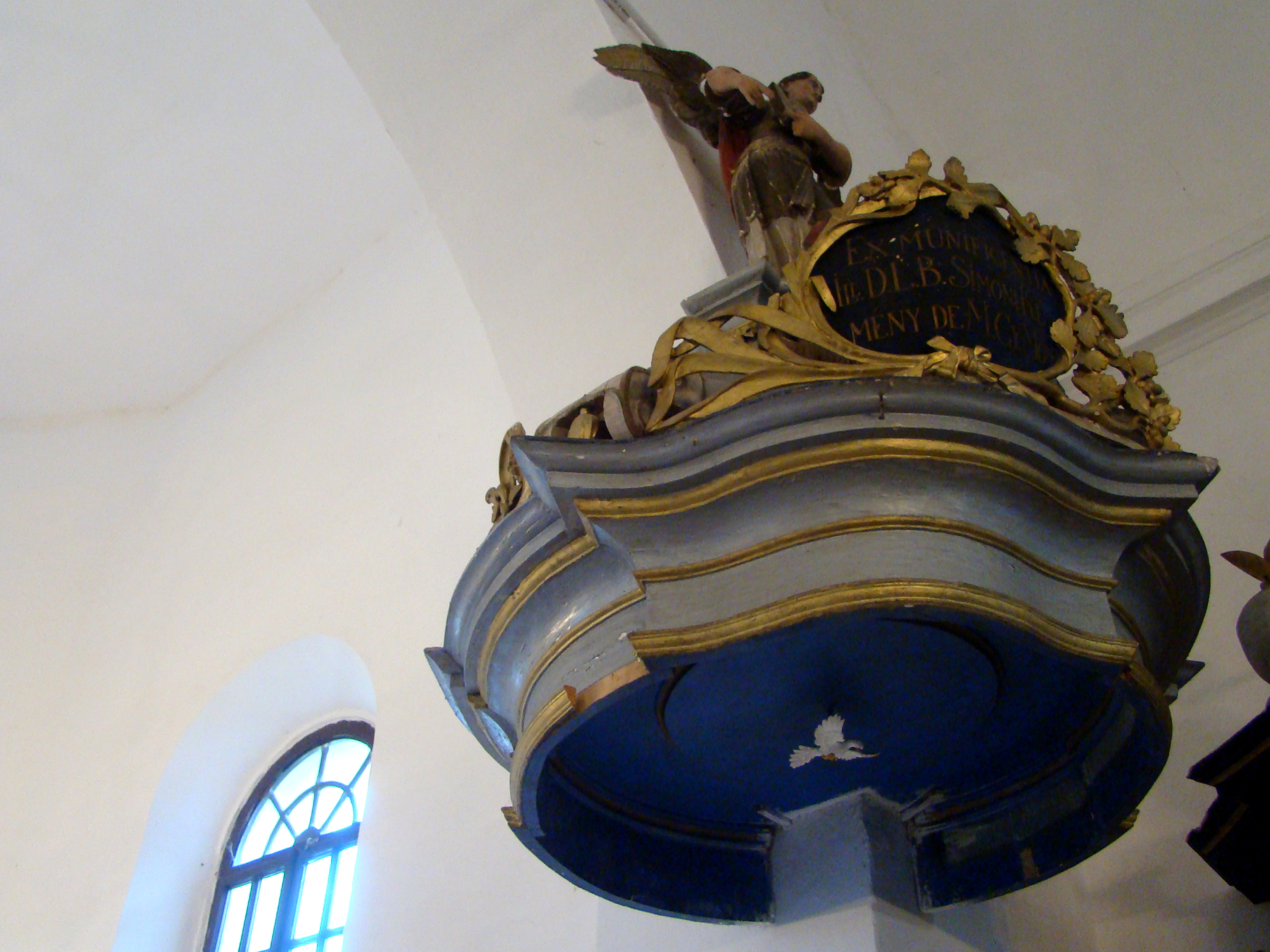
Coroana amvonului

Biserica evanghelică din Ideciu de Sus este un lăcaș de cult aflat pe teritoriul satului Ideciu de Sus, comuna Ideciu de Jos, județul Mureș. În forma sa actuală datează din a doua jumătate a secolului al XIX-lea. 

## Localitatea
Ideciu de Sus, mai demult Igișul din Sus (în dialectul săsesc Eberscht-Aidesch, în germană Ober-Eidisch, Obereidisch, în maghiară Felsőidecs, Idecs) este un sat în comuna Ideciu de Jos din județul Mureș, Transilvania, România. Este situat pe malul stâng al râului Mureș, la o distanță de 10 km față de orașul Reghin. Menționat pentru prima dată în anul 1319, cu denumirea Felydeach.

## Biserica
Despre viață bisericească se poate vorbi din secolul al XIII-lea, când au fost colonizați sașii. Preotul este menționat în lista dijmelor papale din anul 1332. Biserica sală gotică datează din secolul al XV-lea. Credincioșii catolici au trecut la luteranism în timpul Reformei, împreună cu biserica. Aceasta a primit înfățișarea actuală în 1861. Turnul-clopotniță a fost construit în anul 1842.
Orga a fost construită în anul 1750 de Samuel Joseph Maetz.

## Imagini din exterior

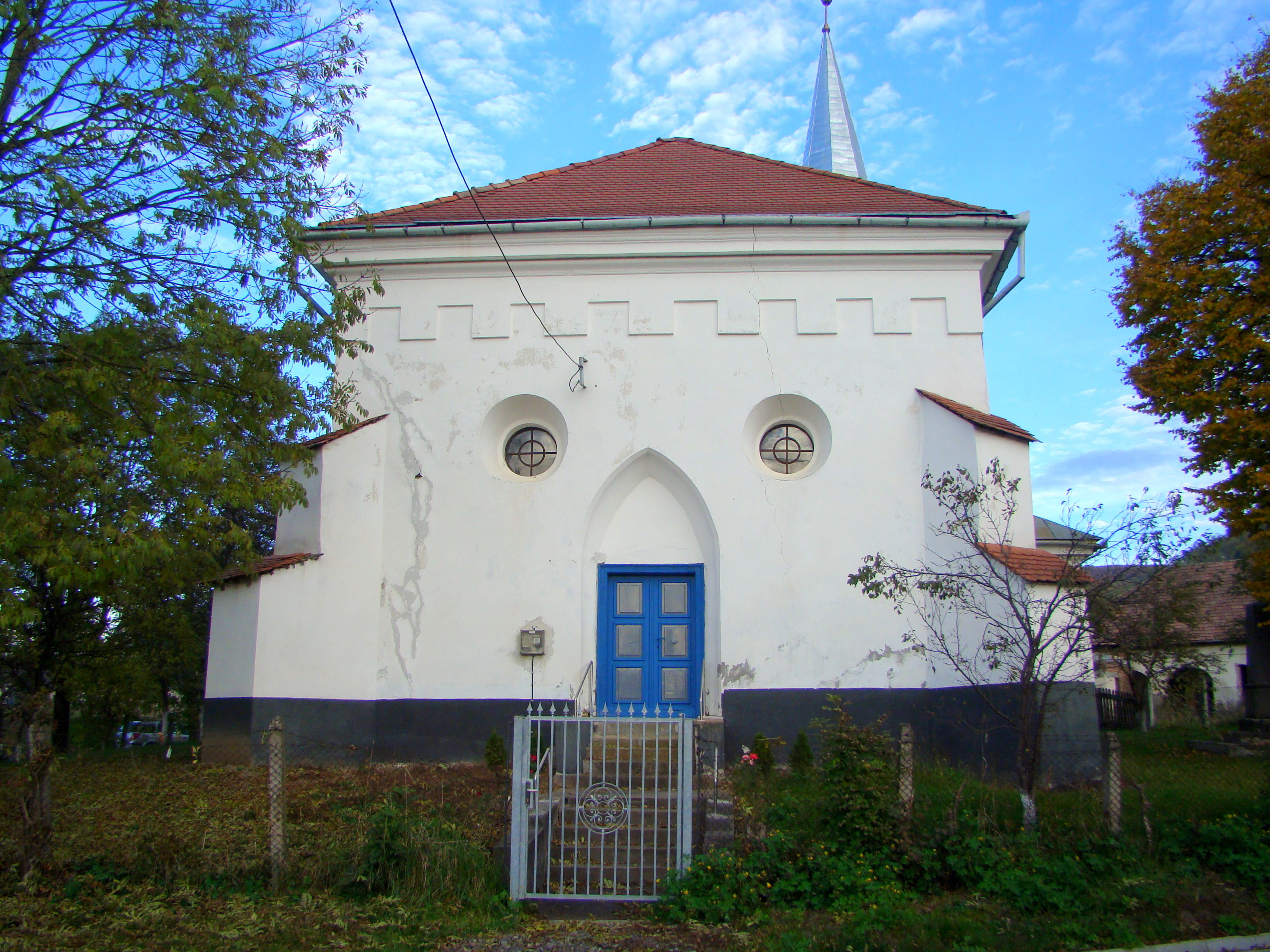
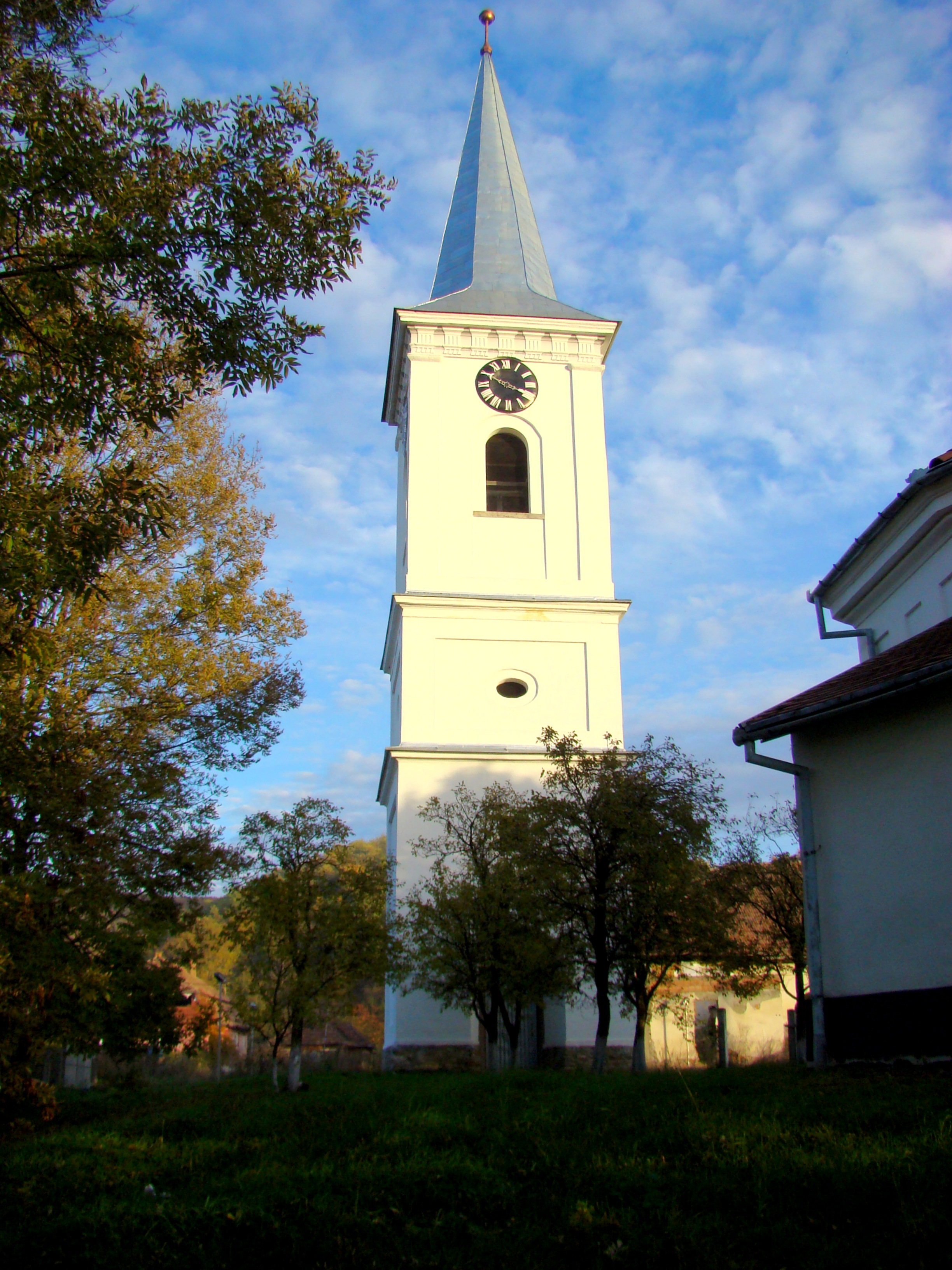
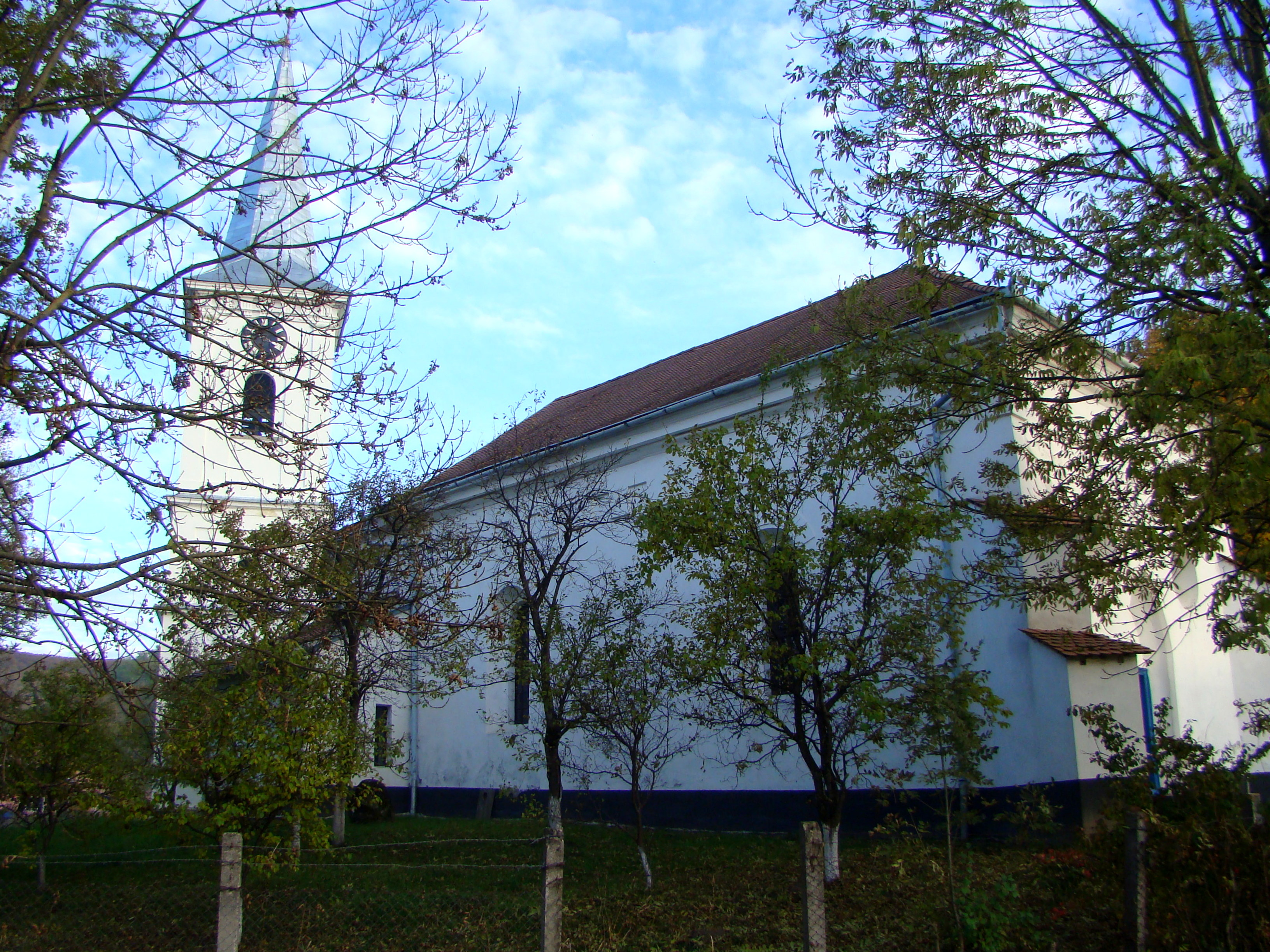
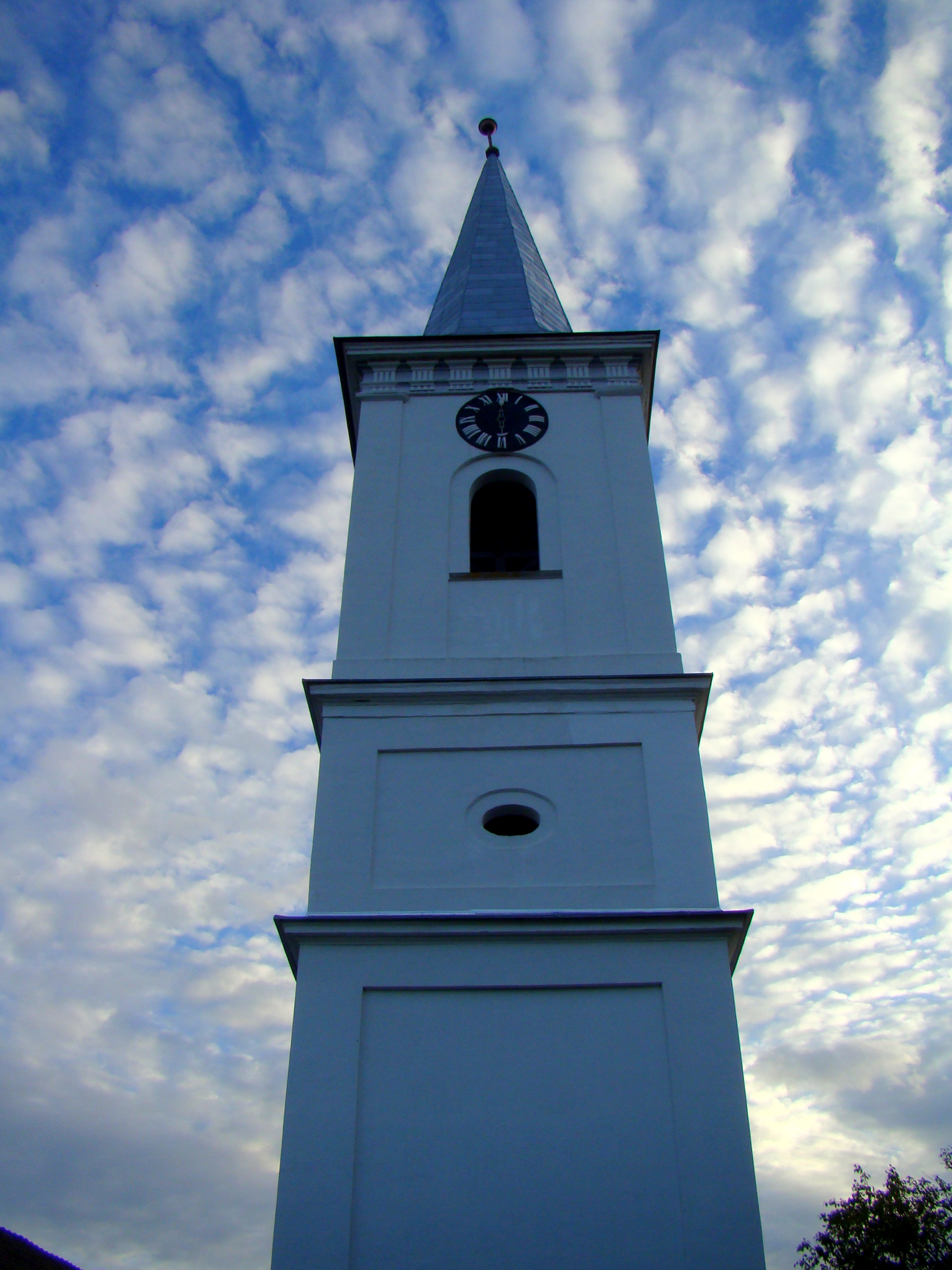
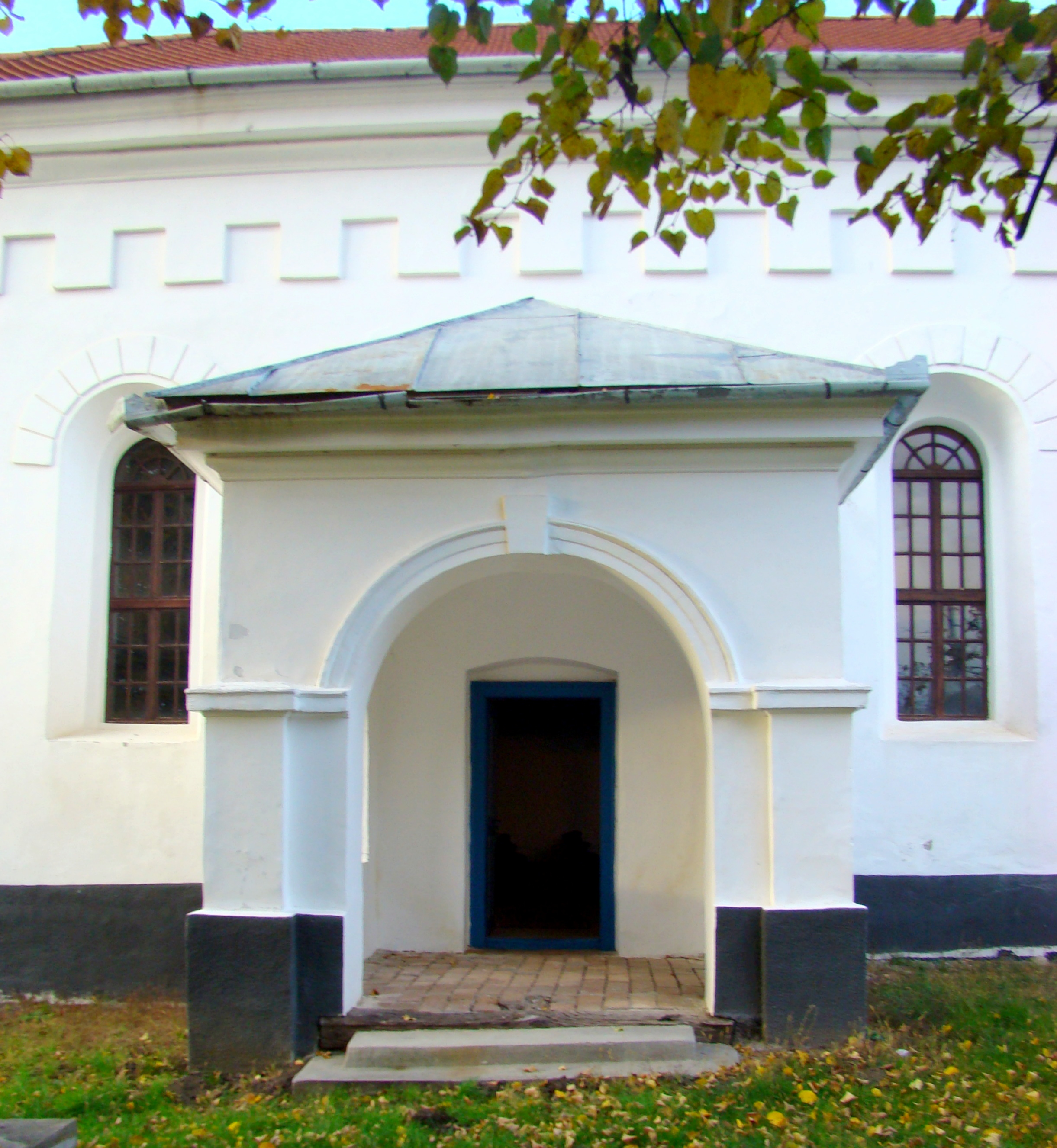
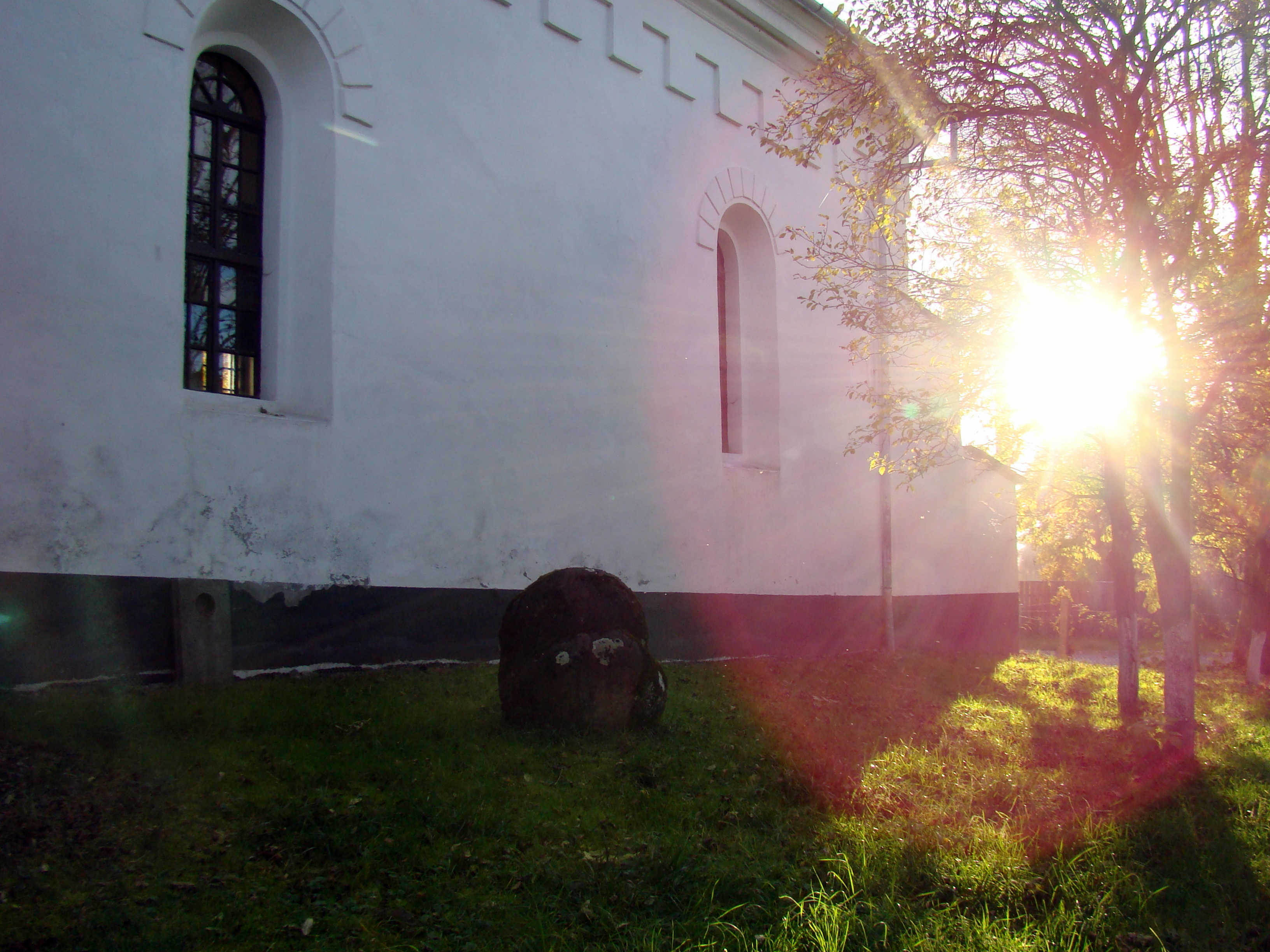
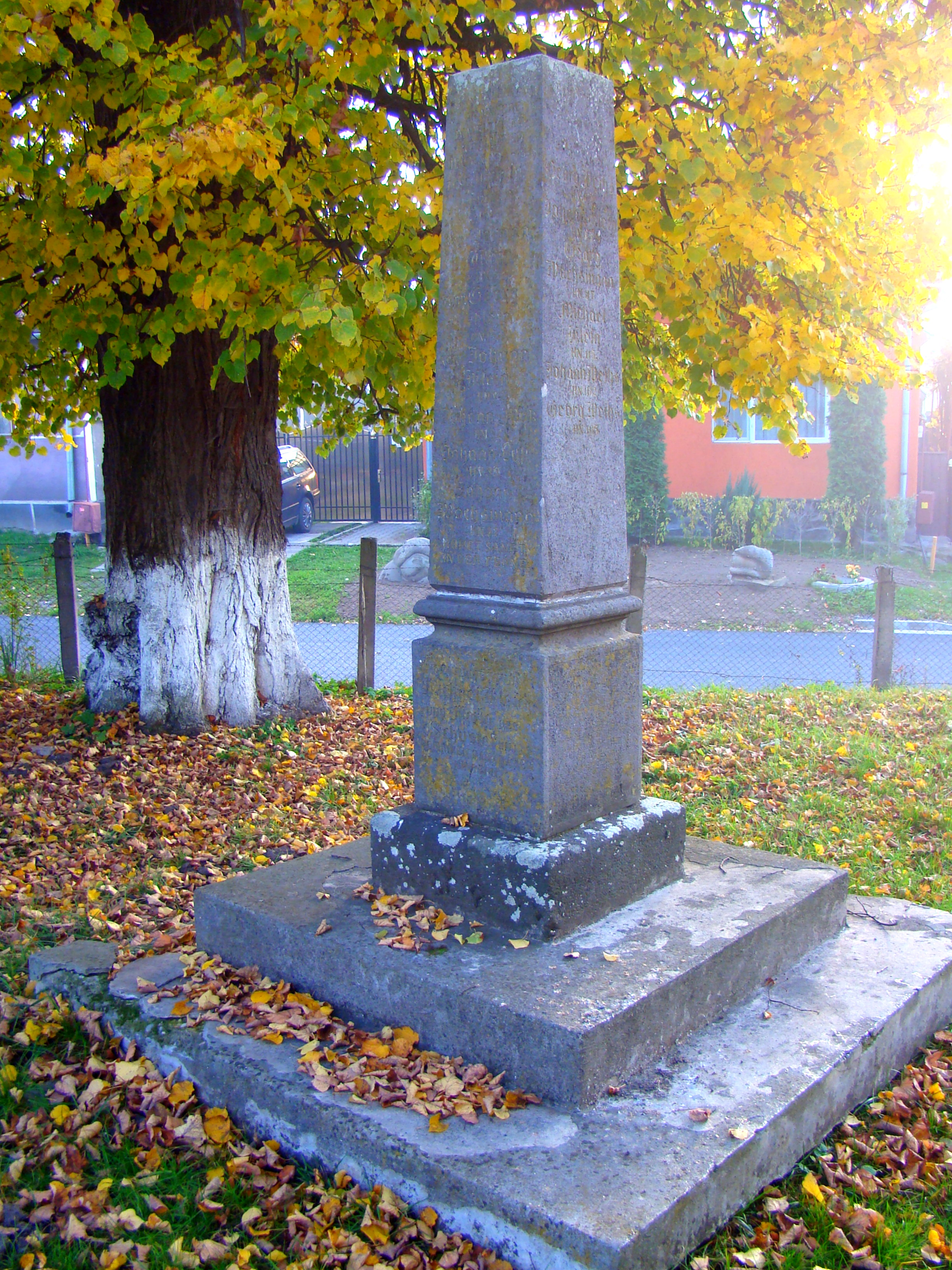
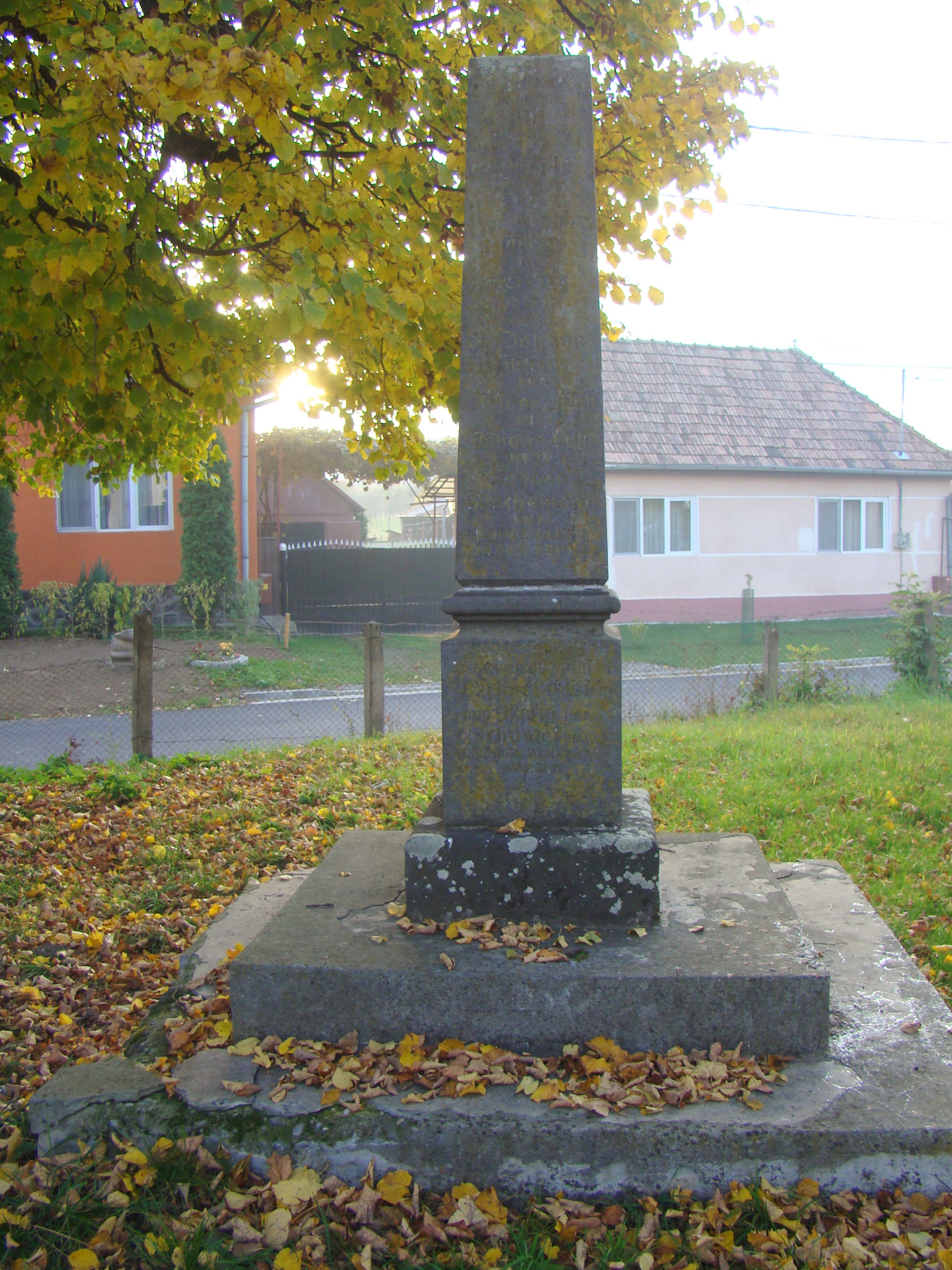
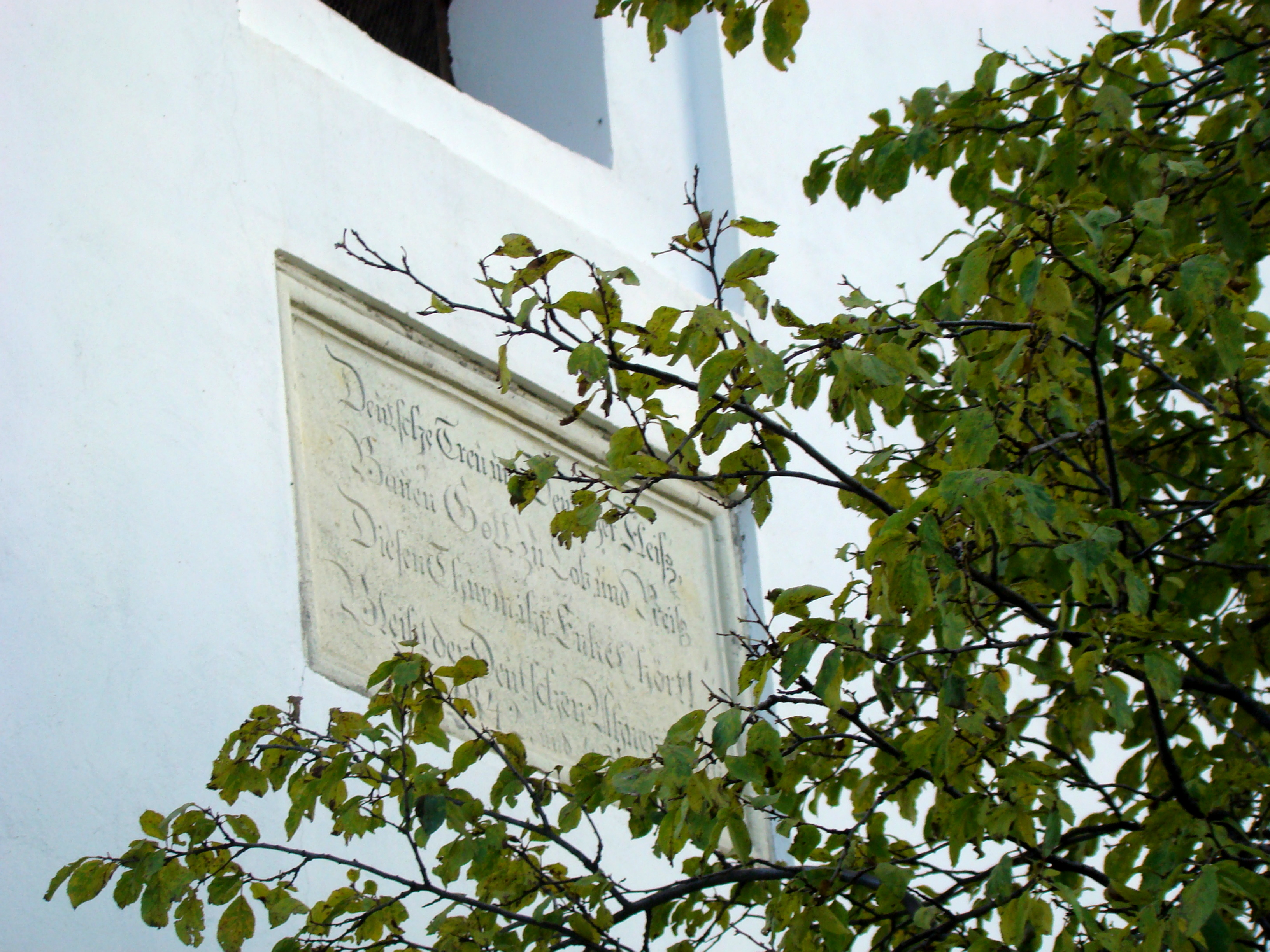
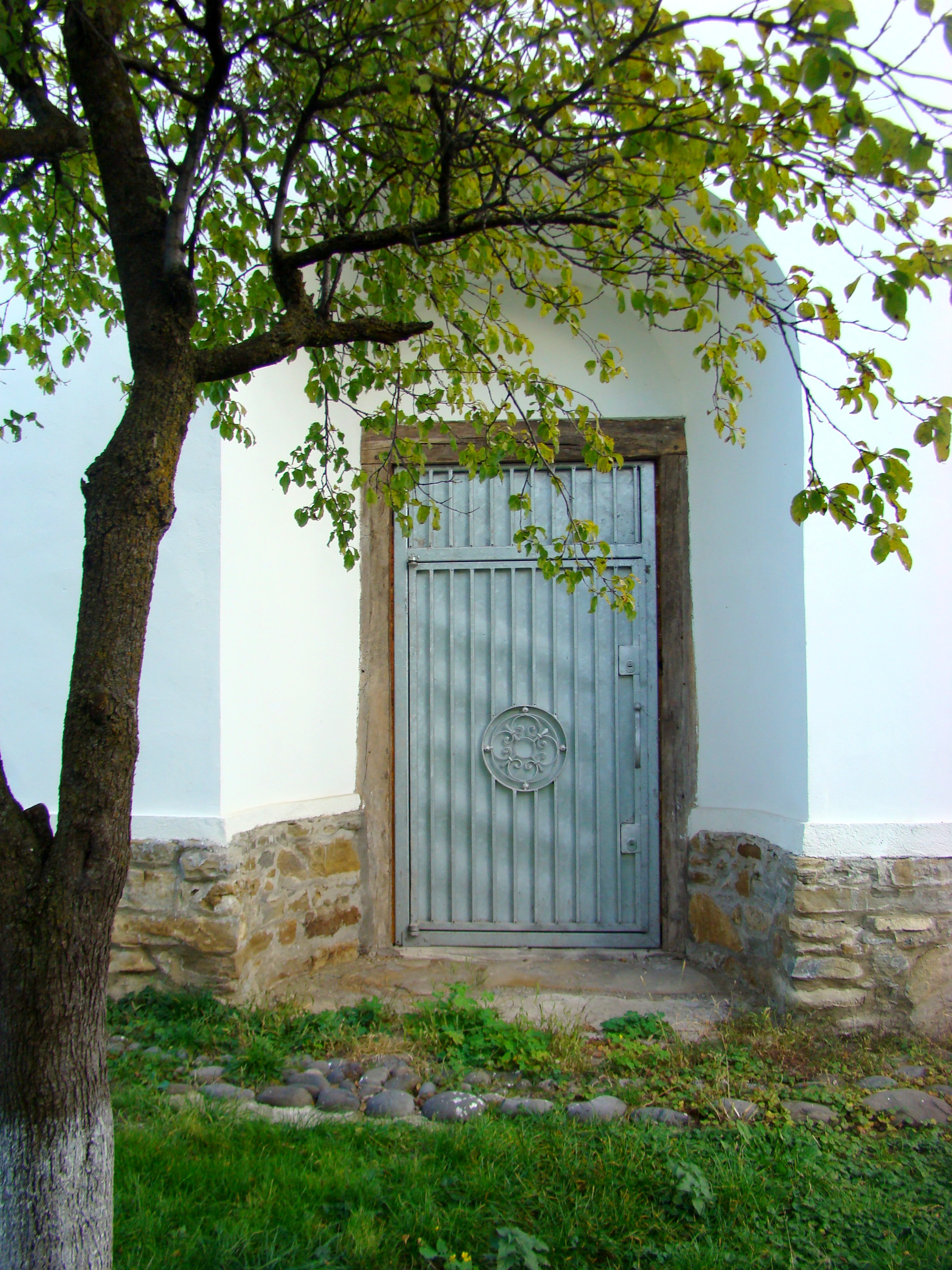
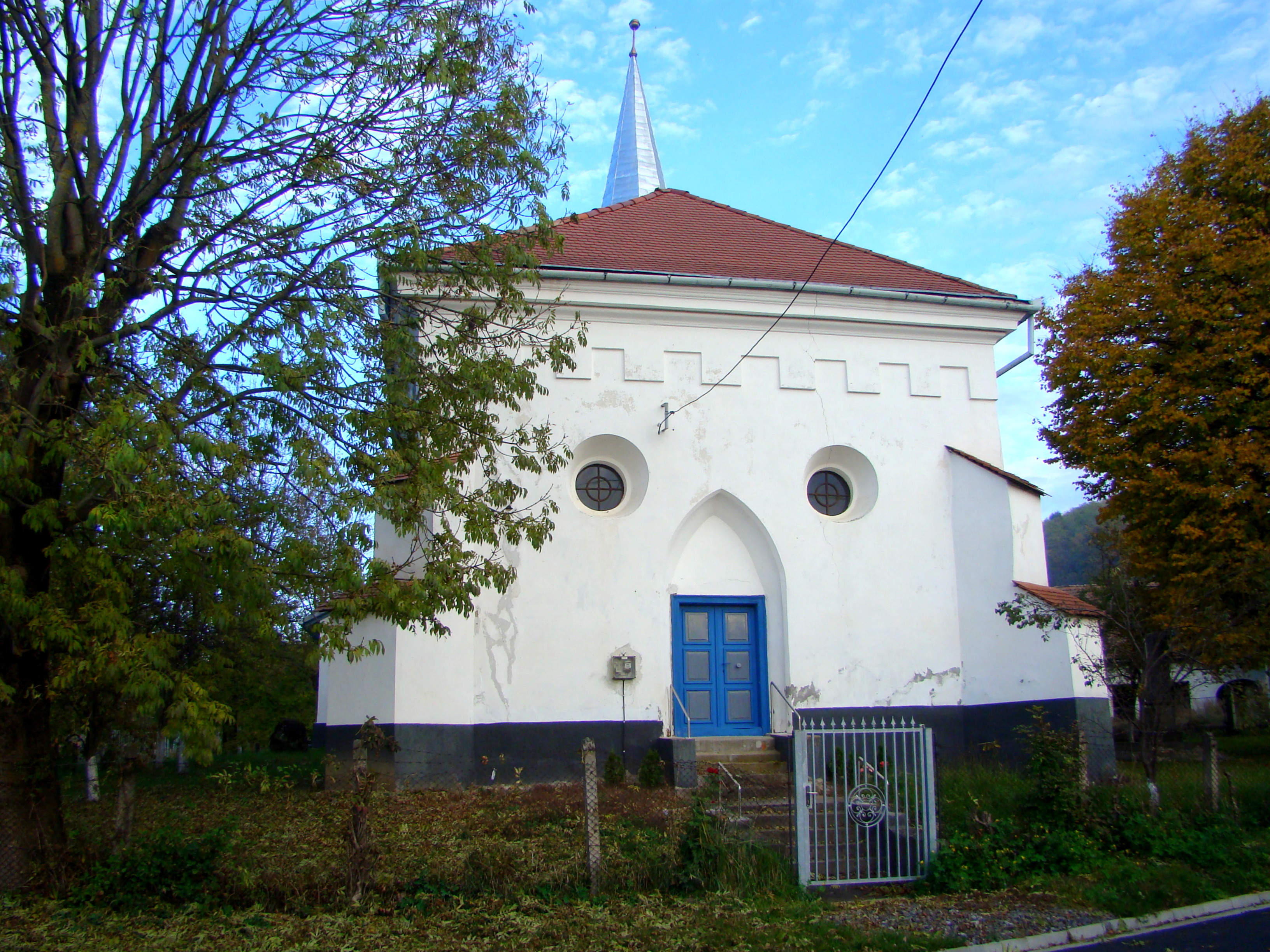
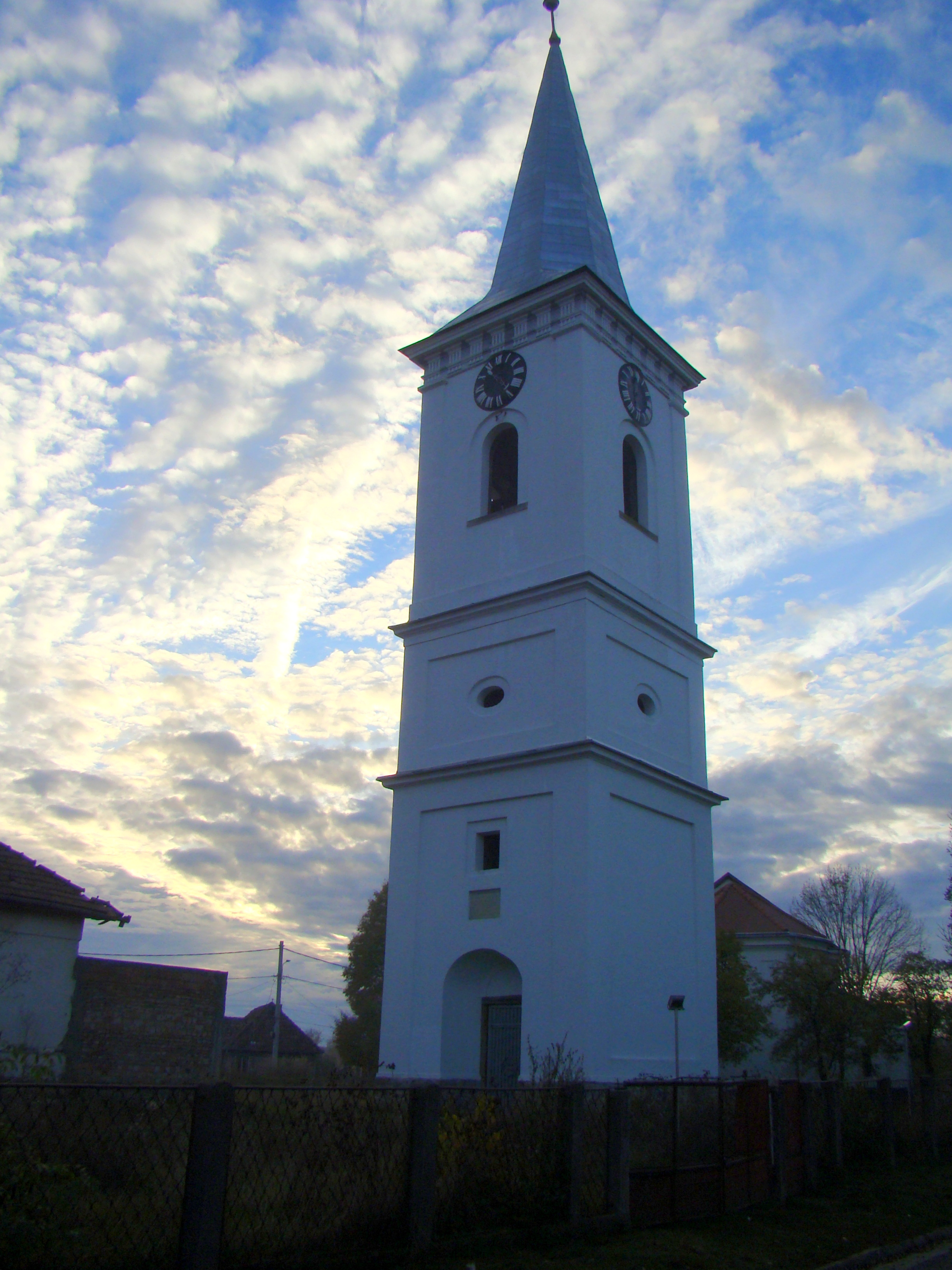
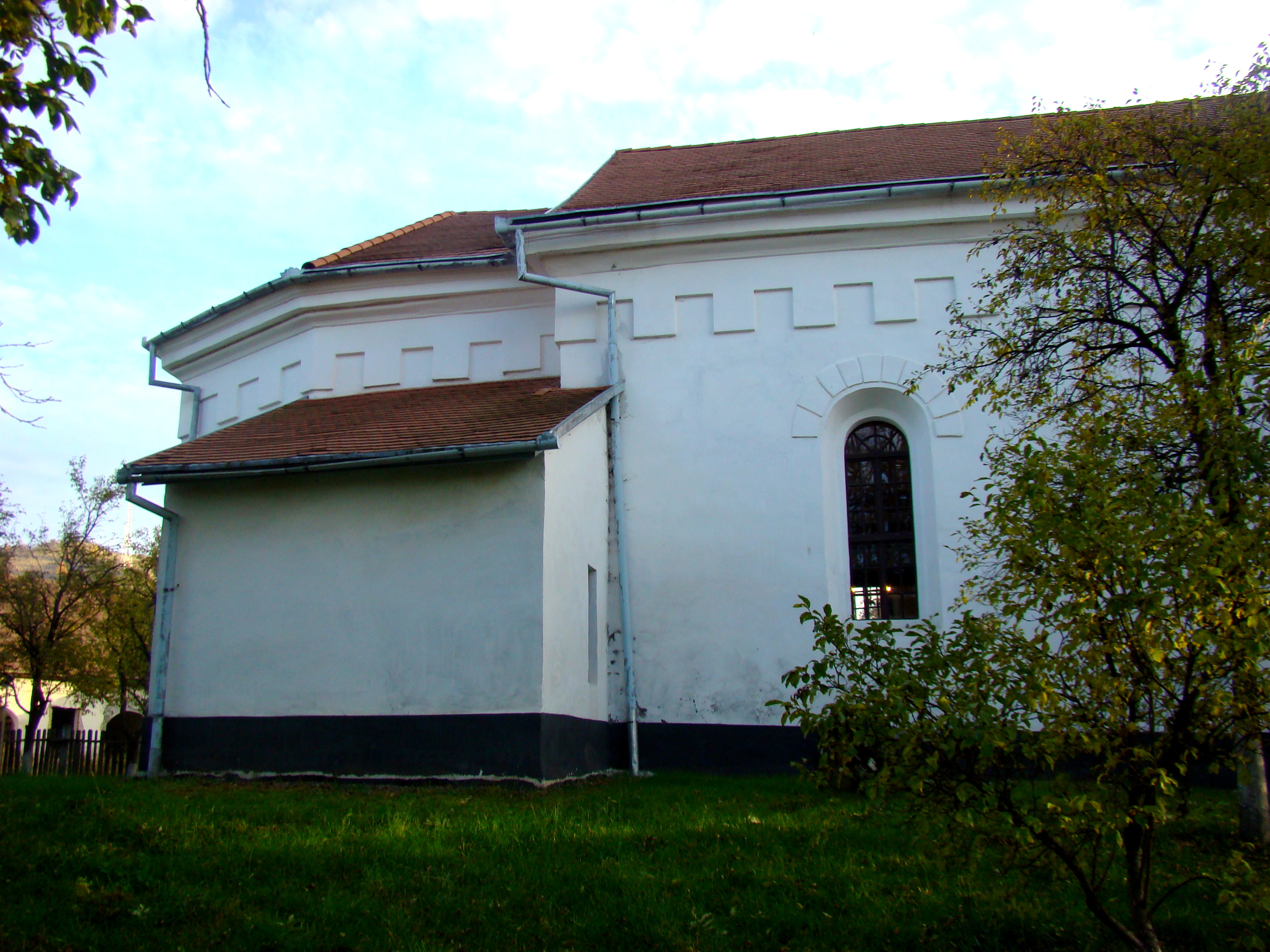
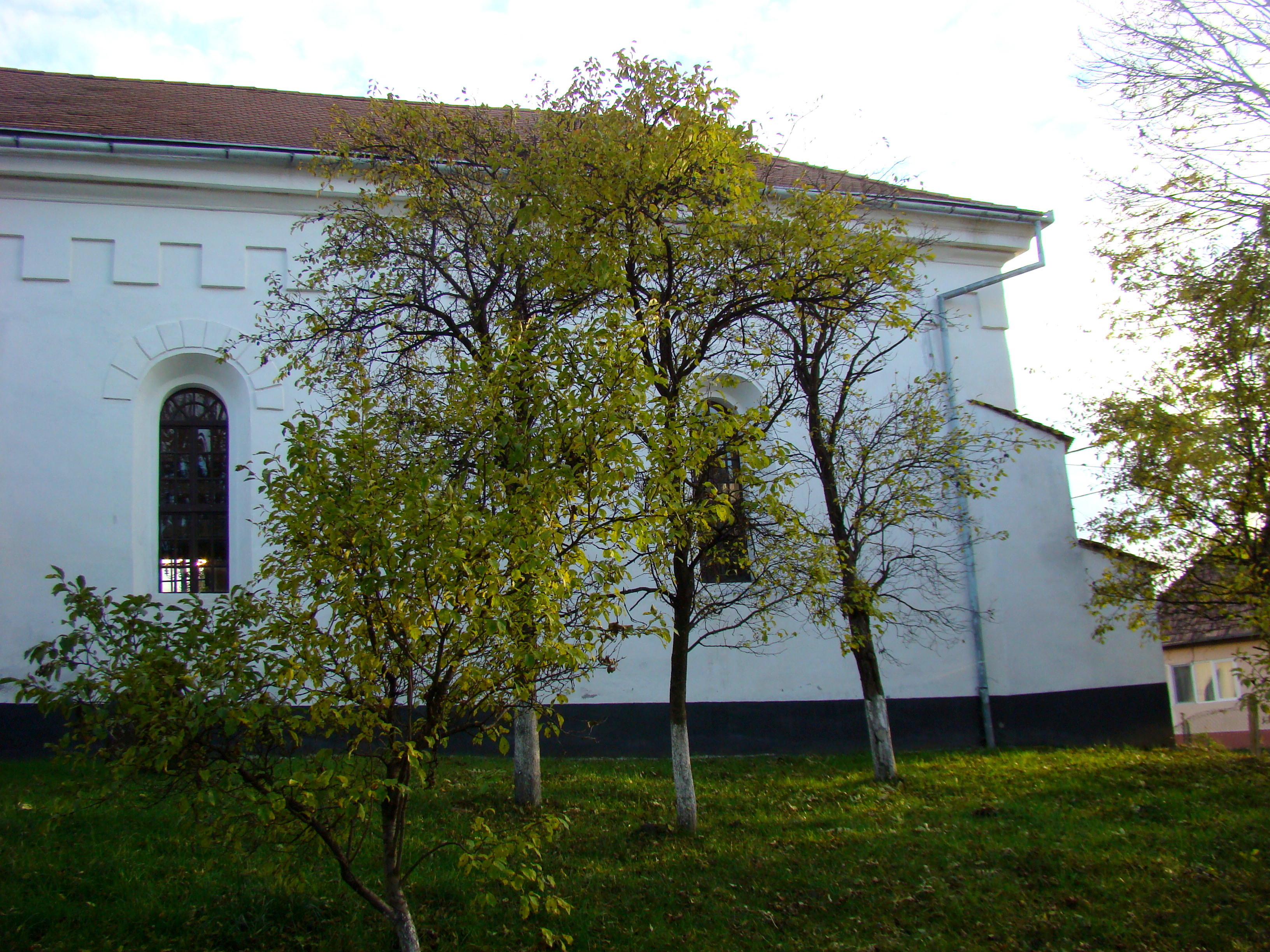
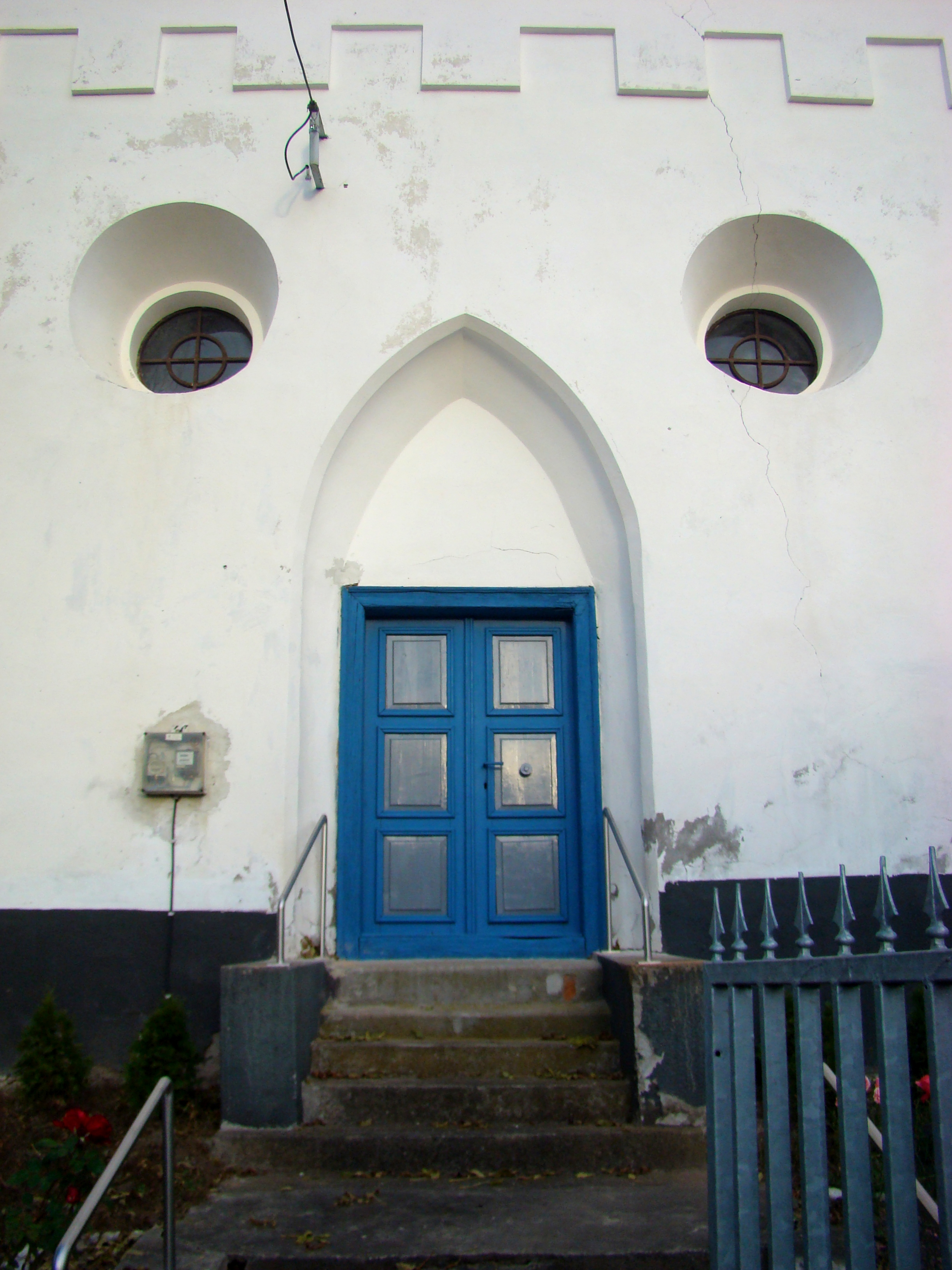
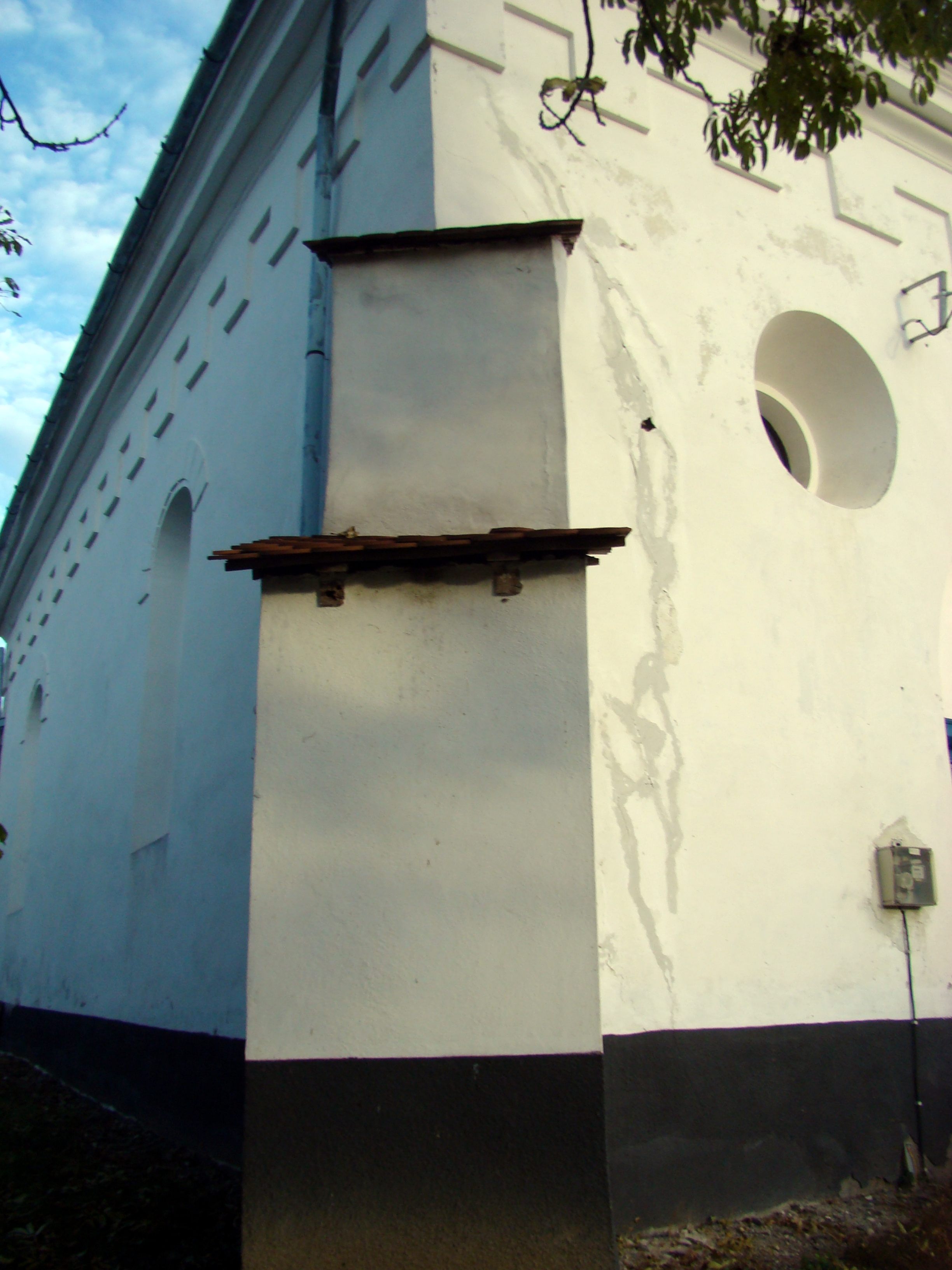
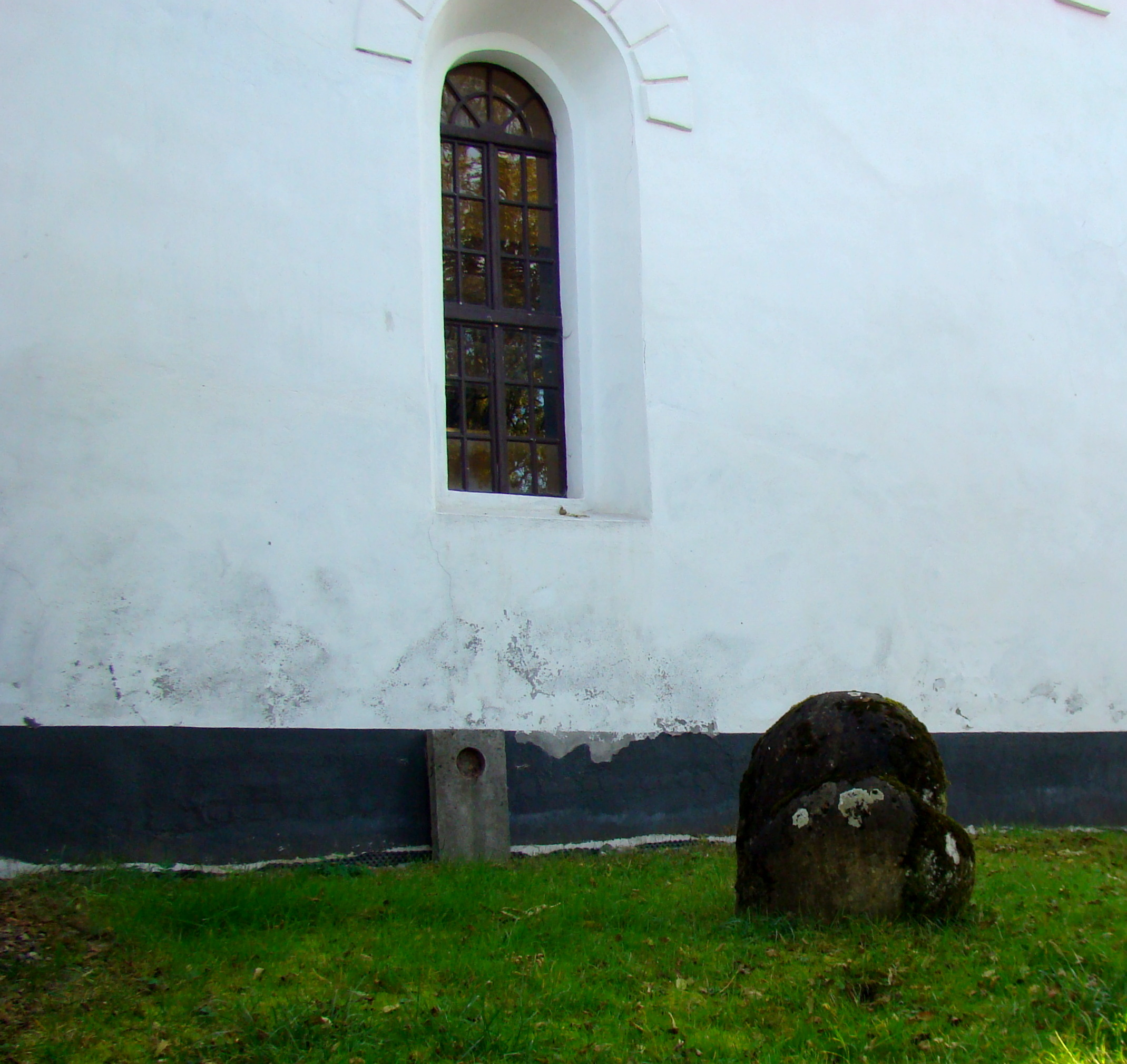
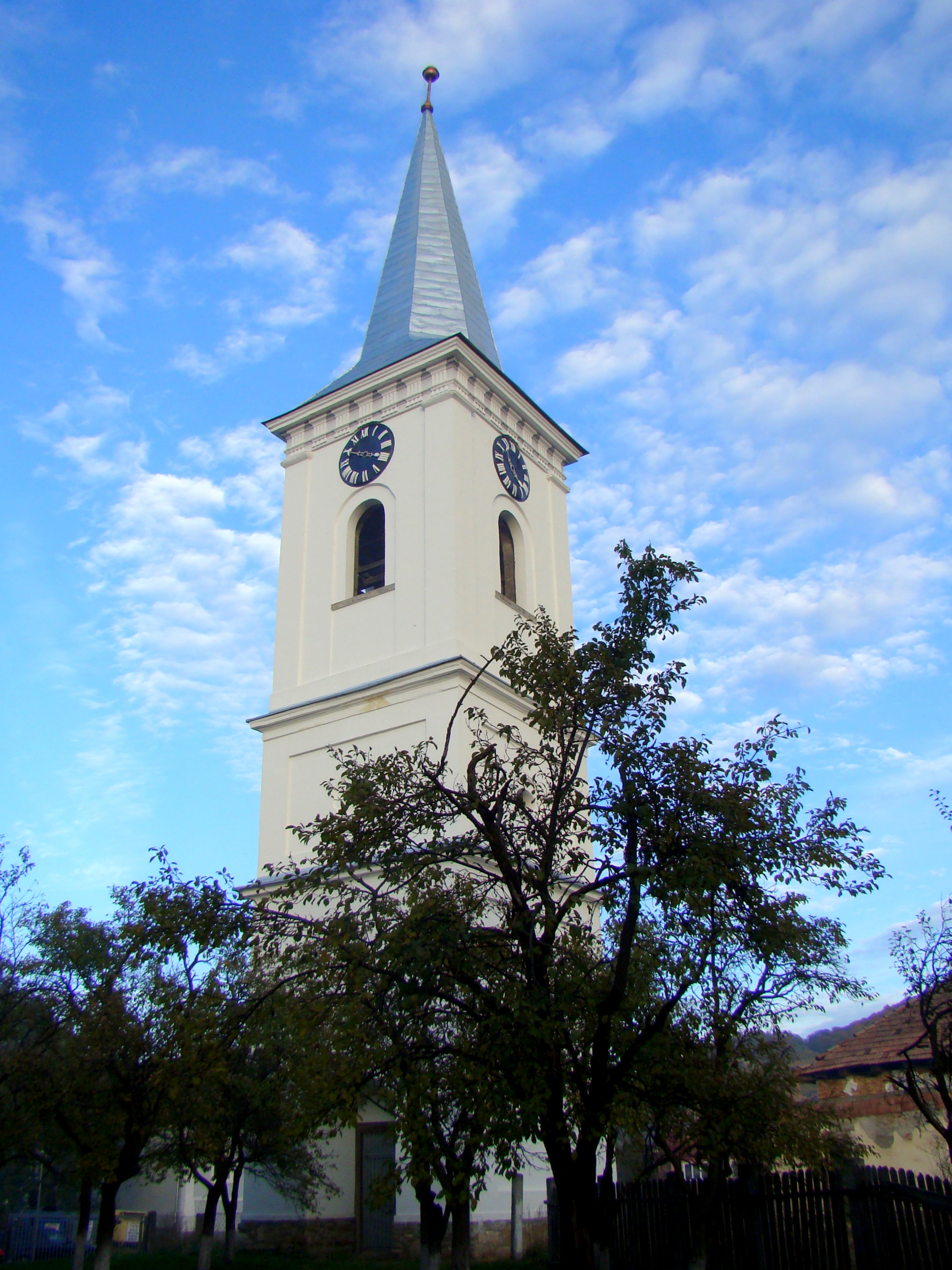
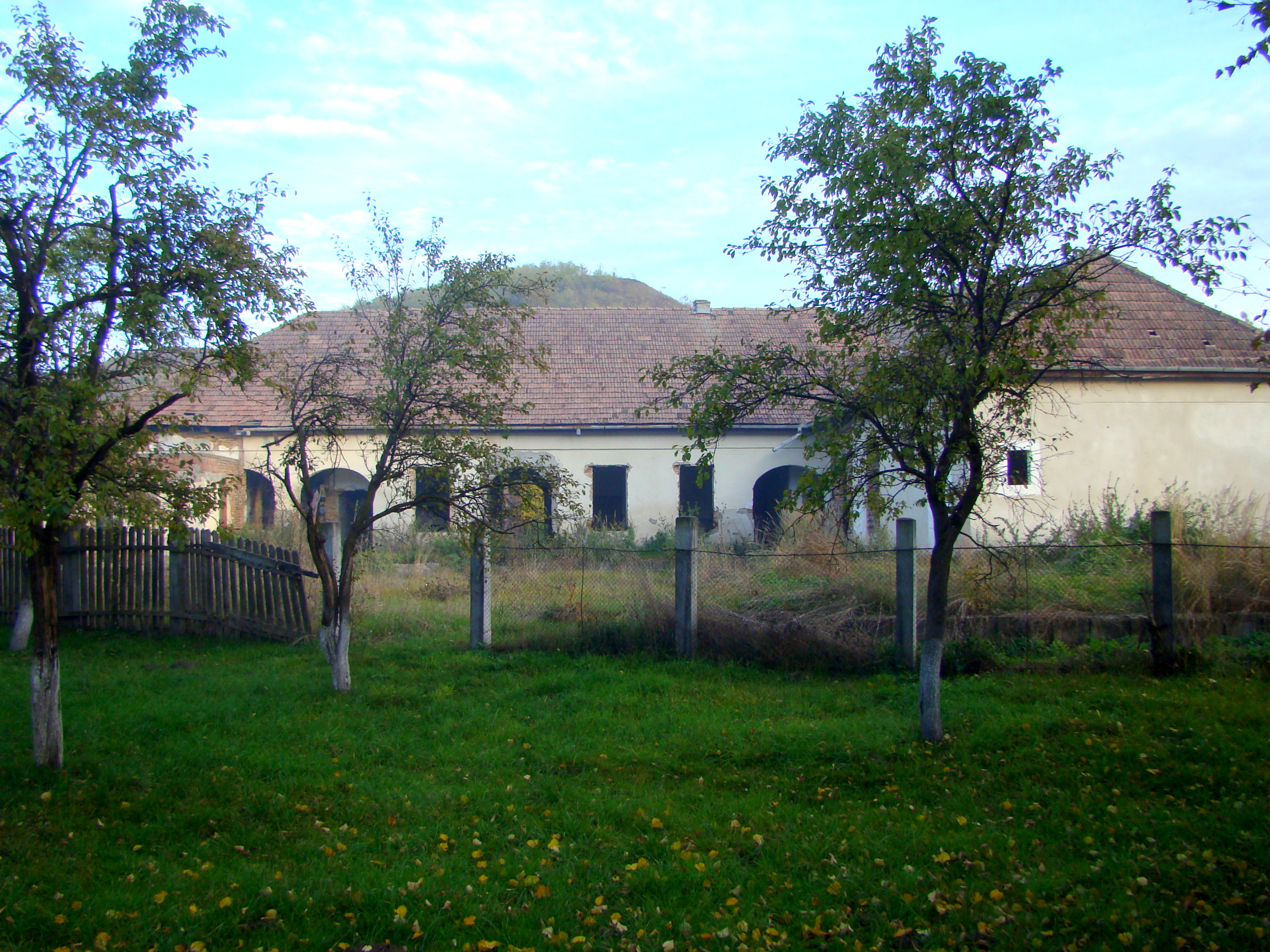

## Imagini din interior

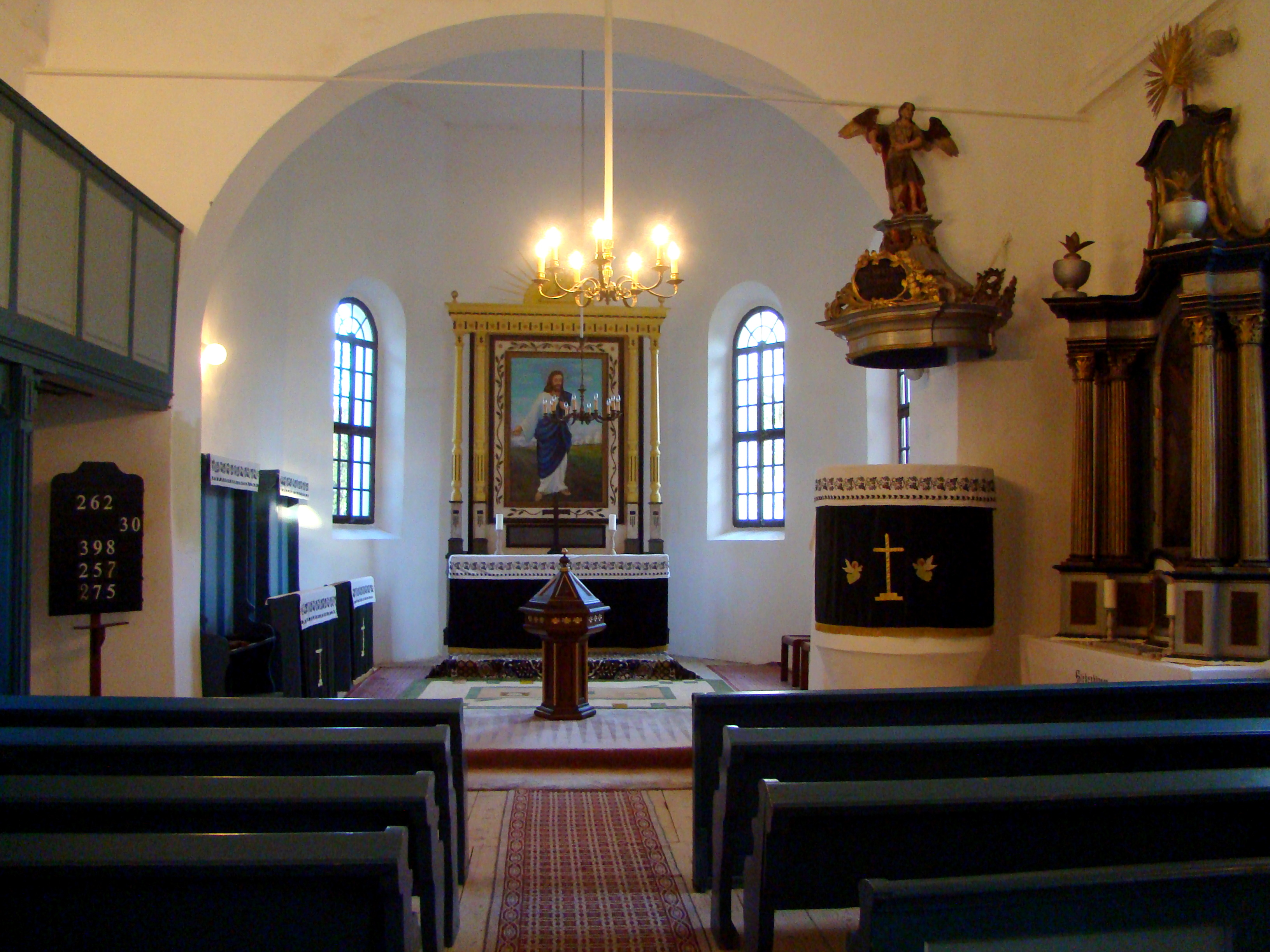
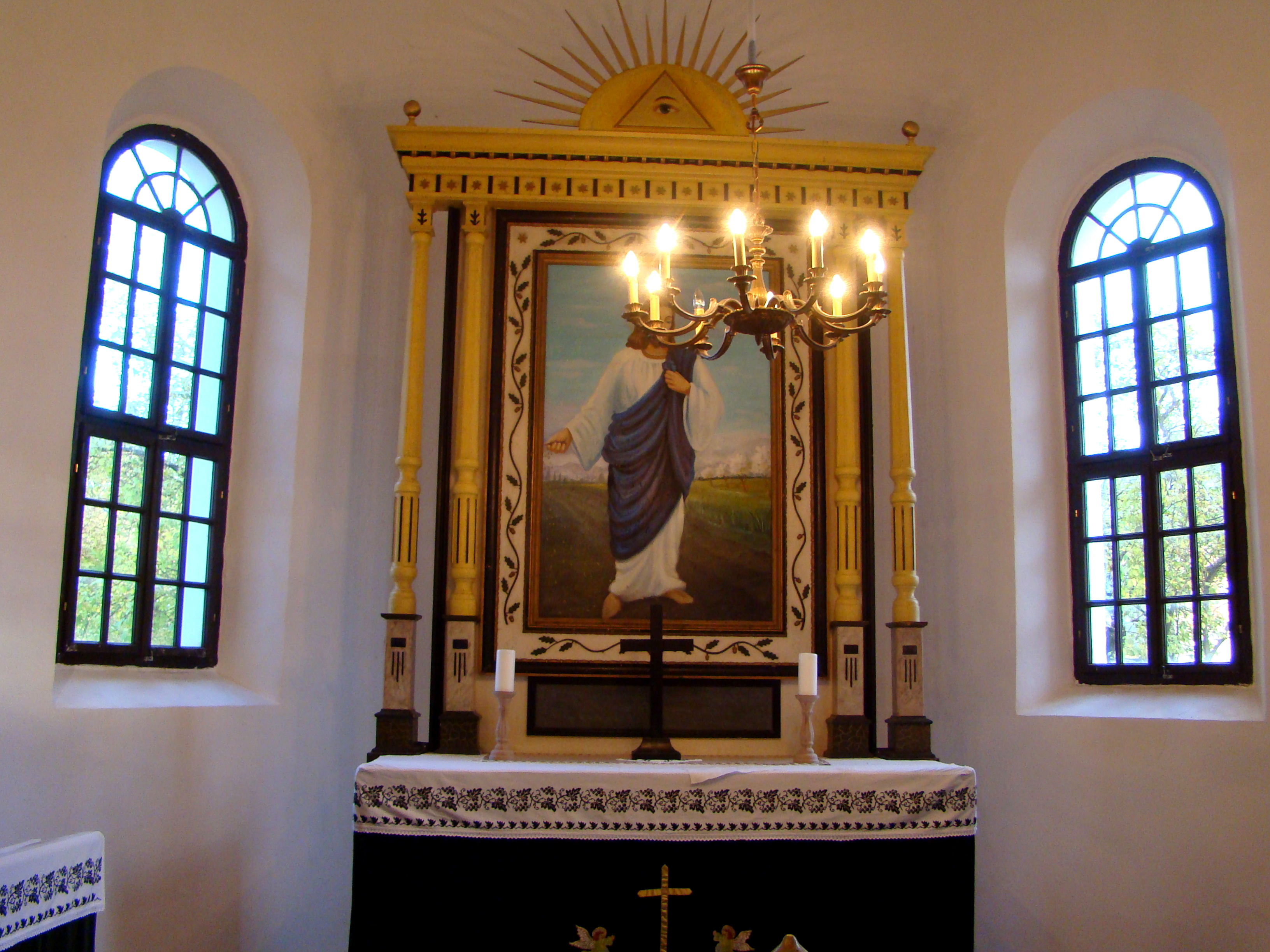
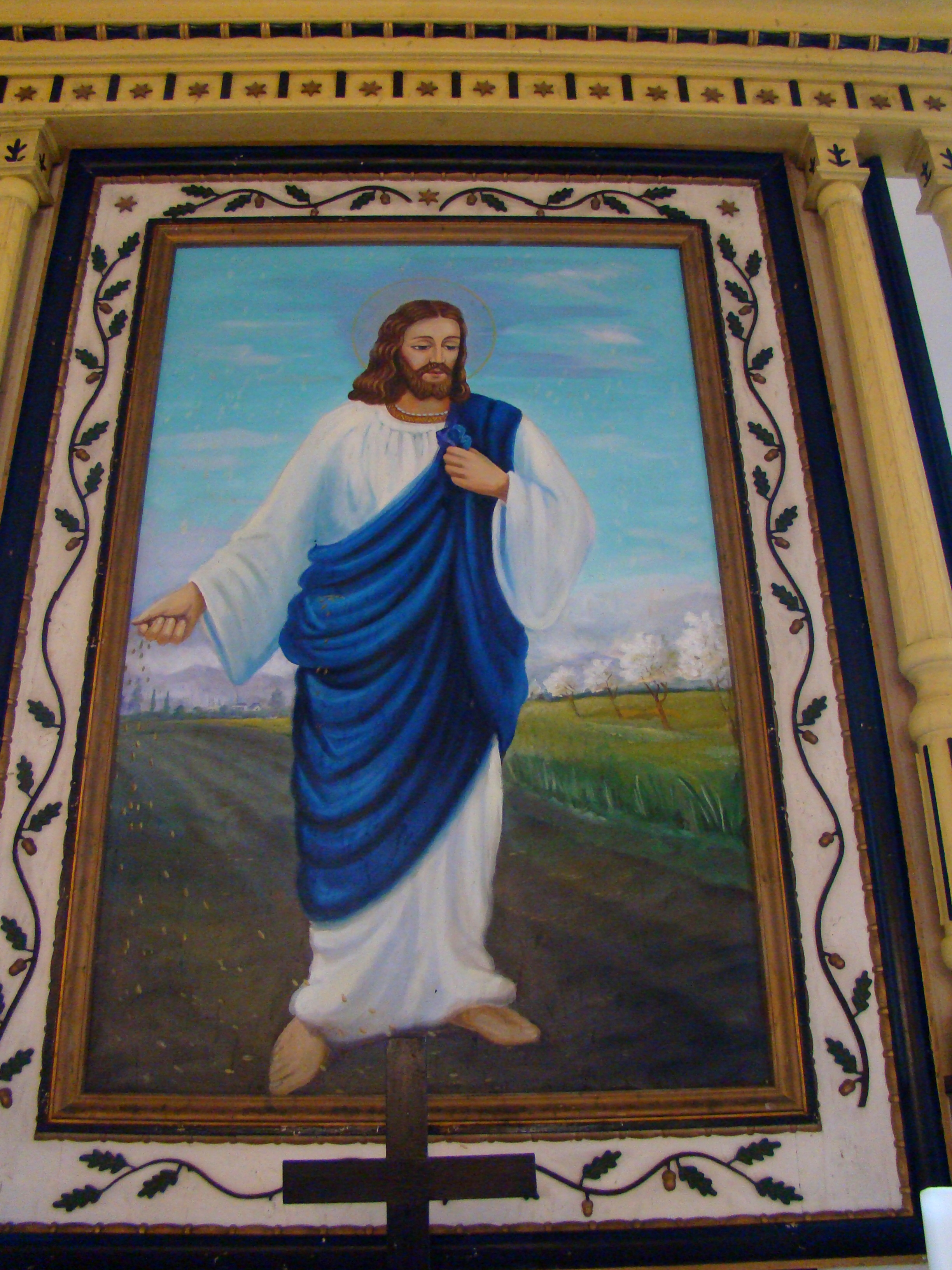
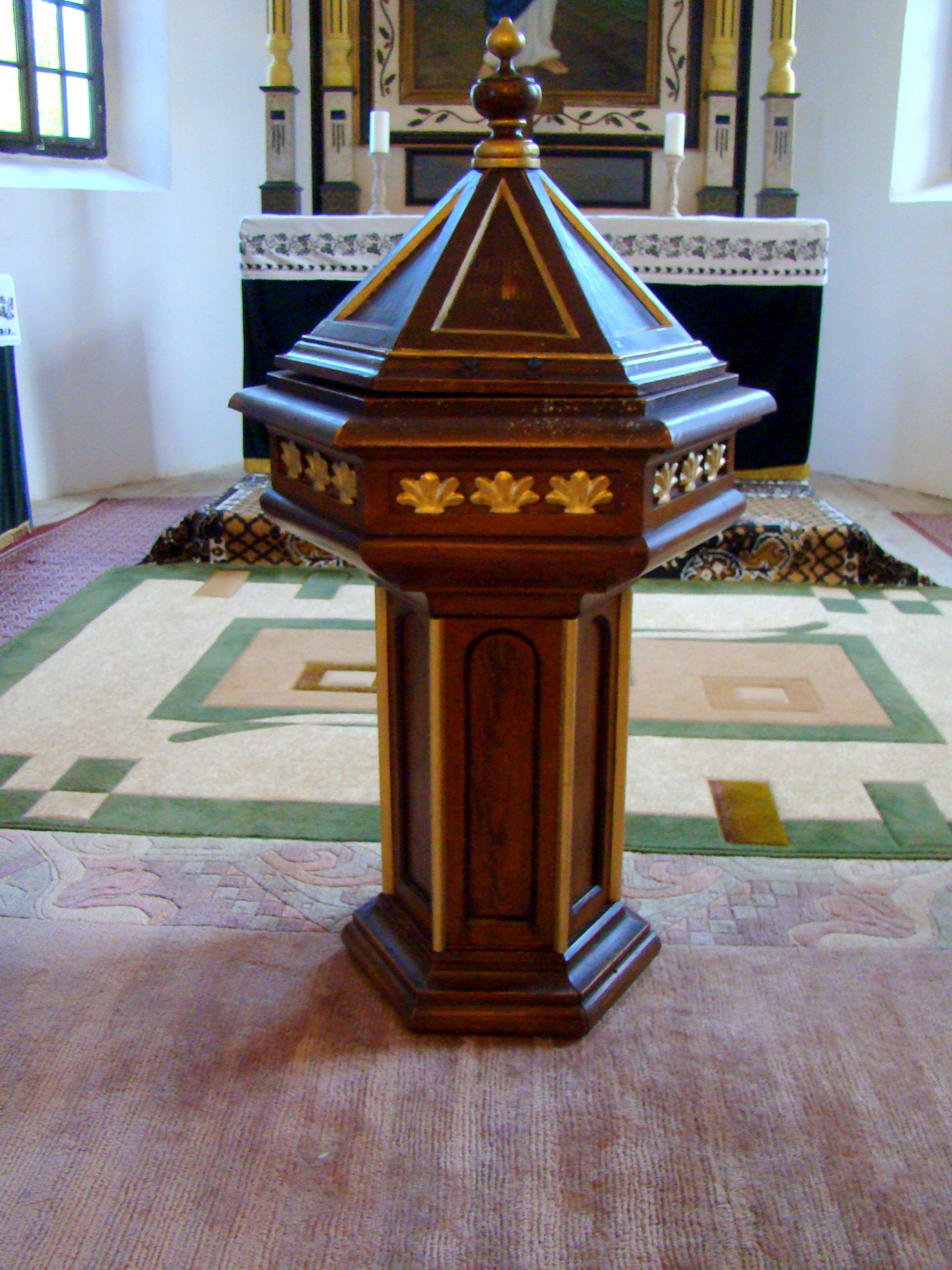
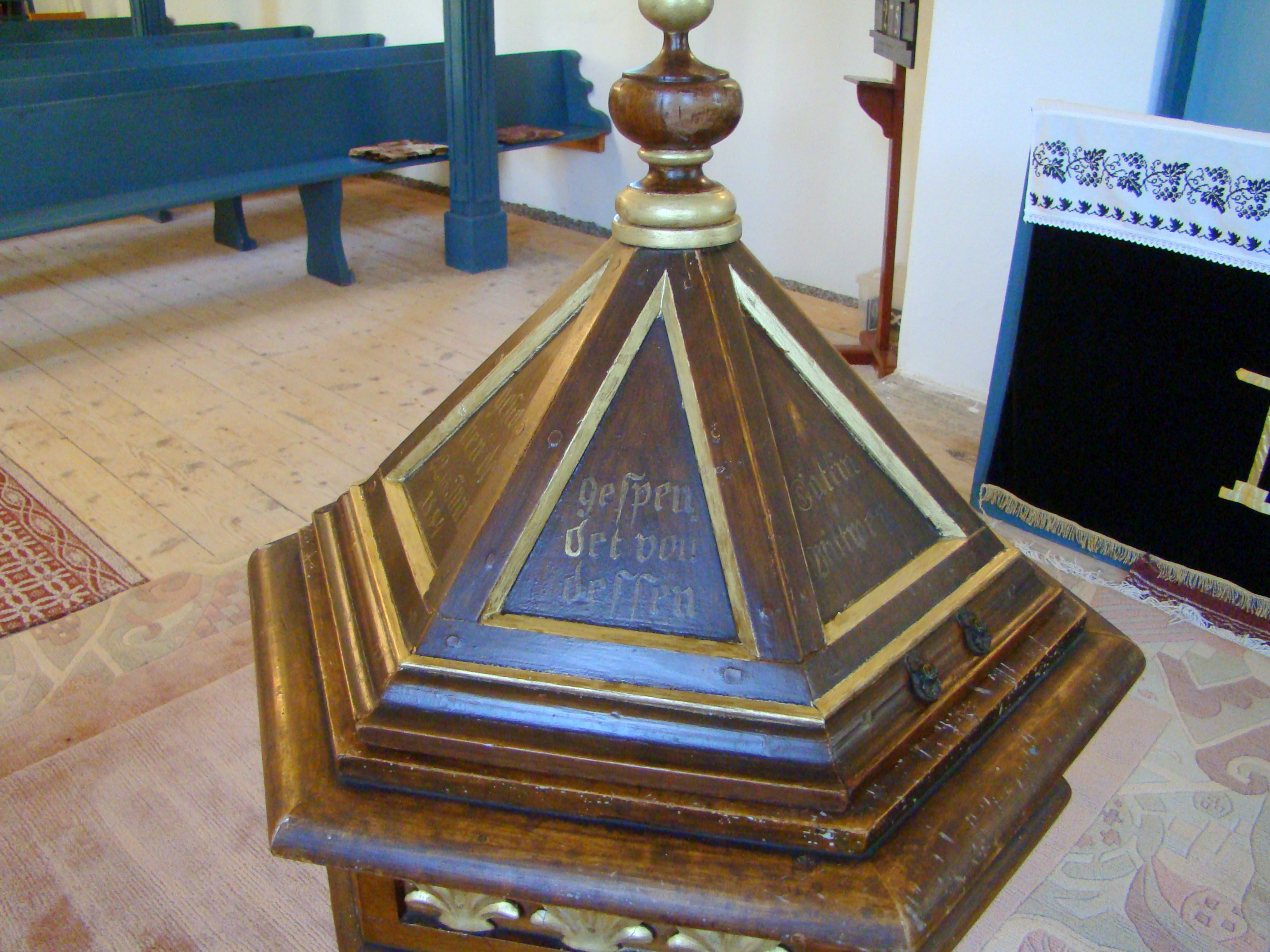
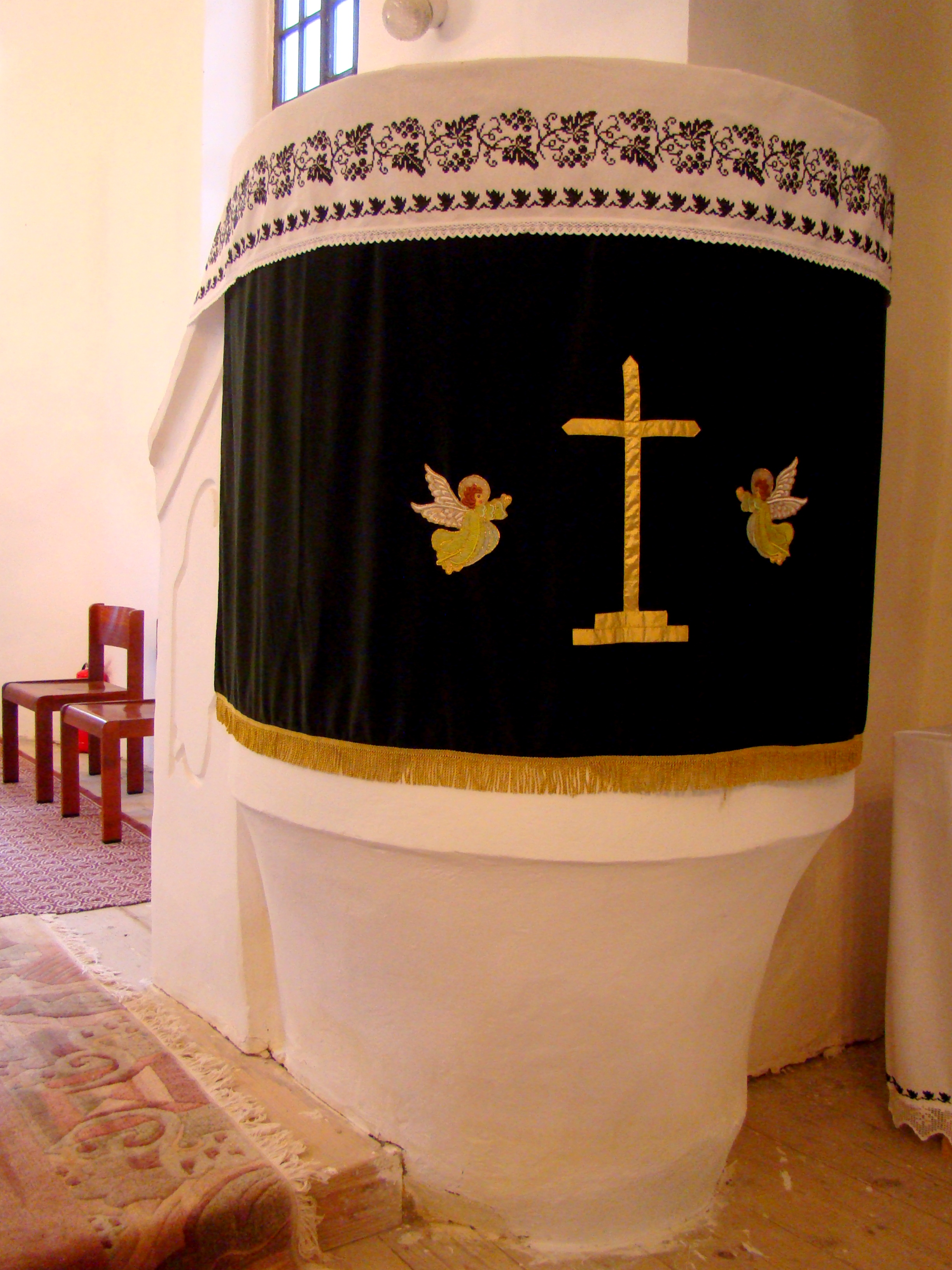
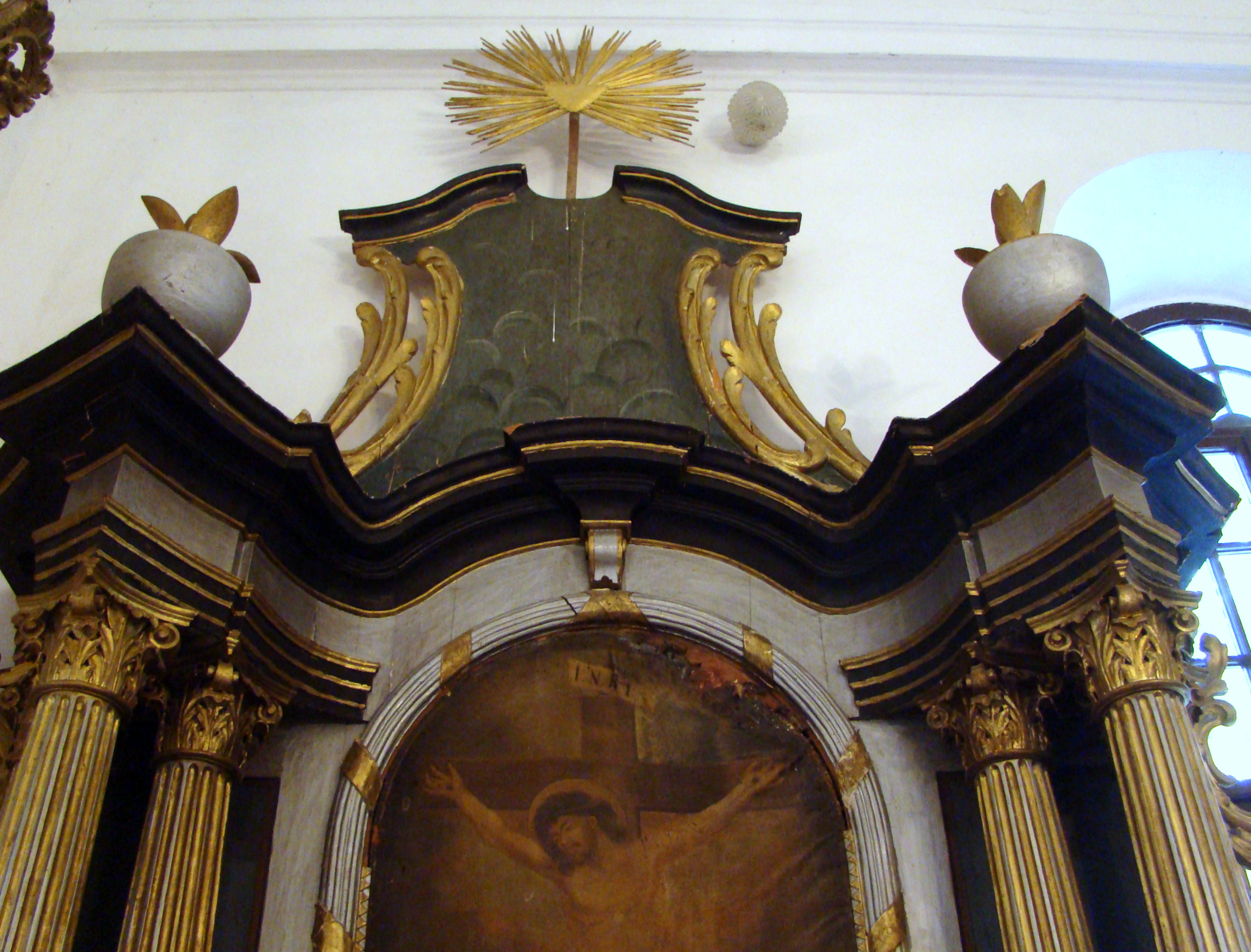
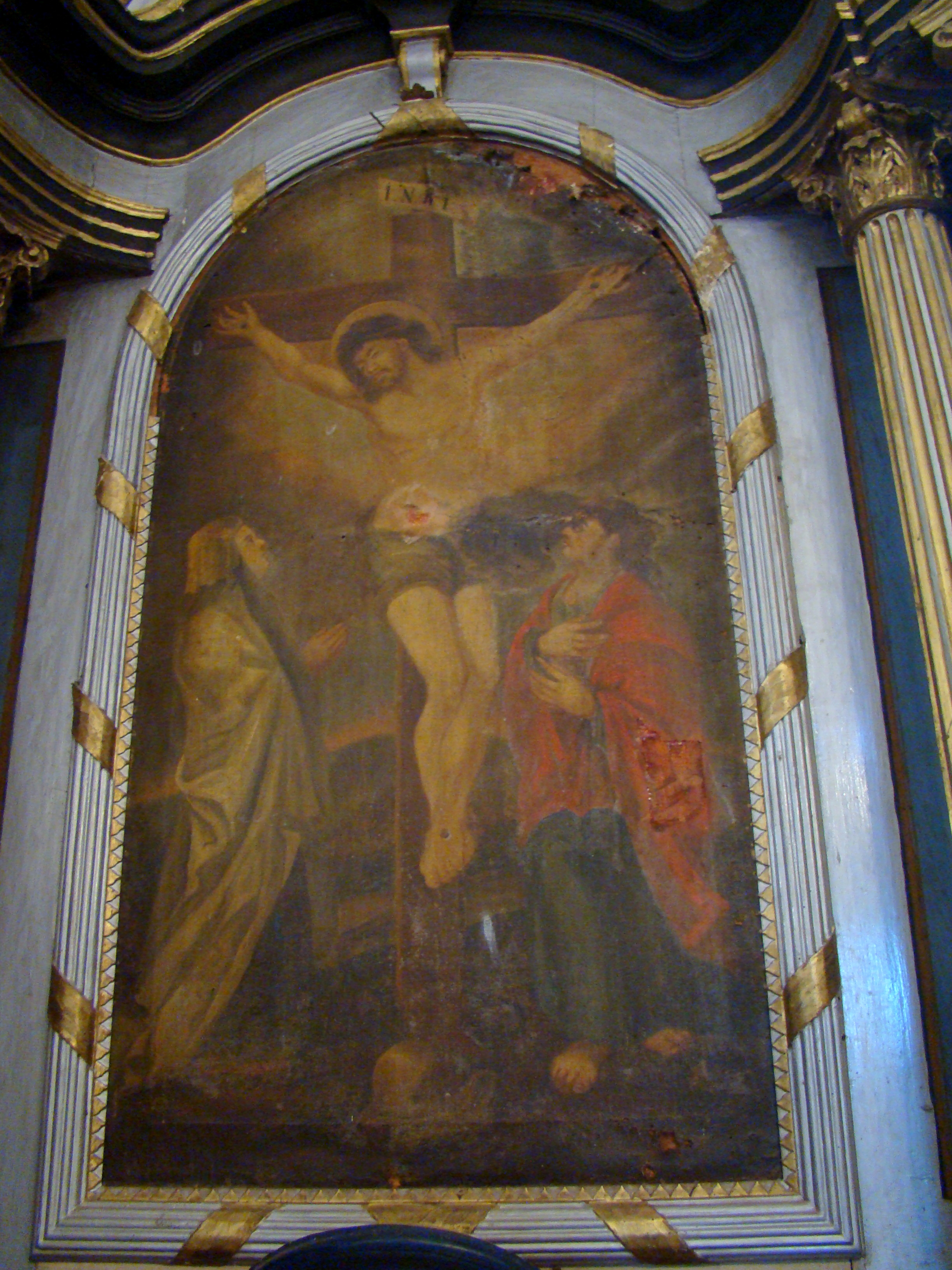
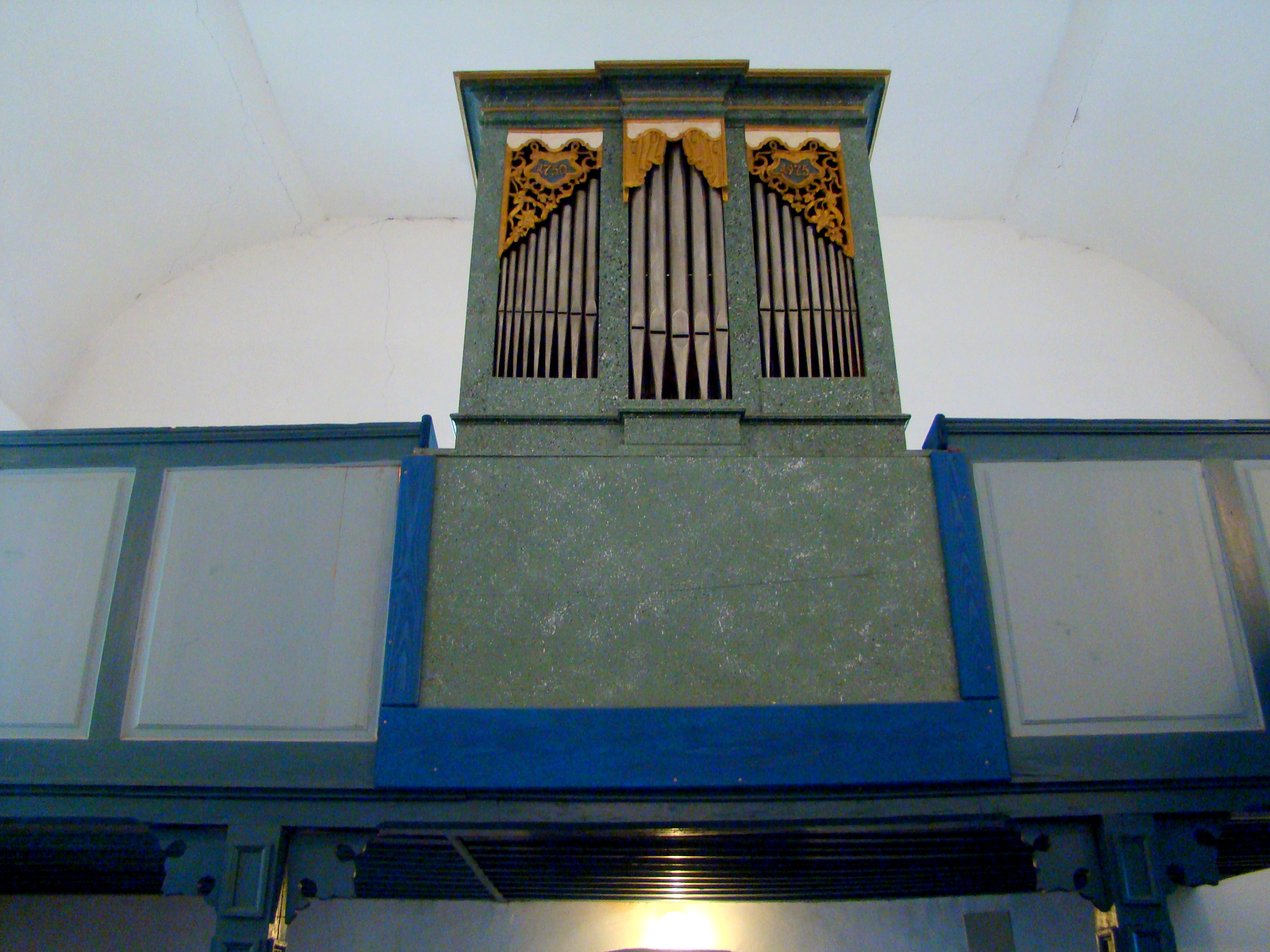
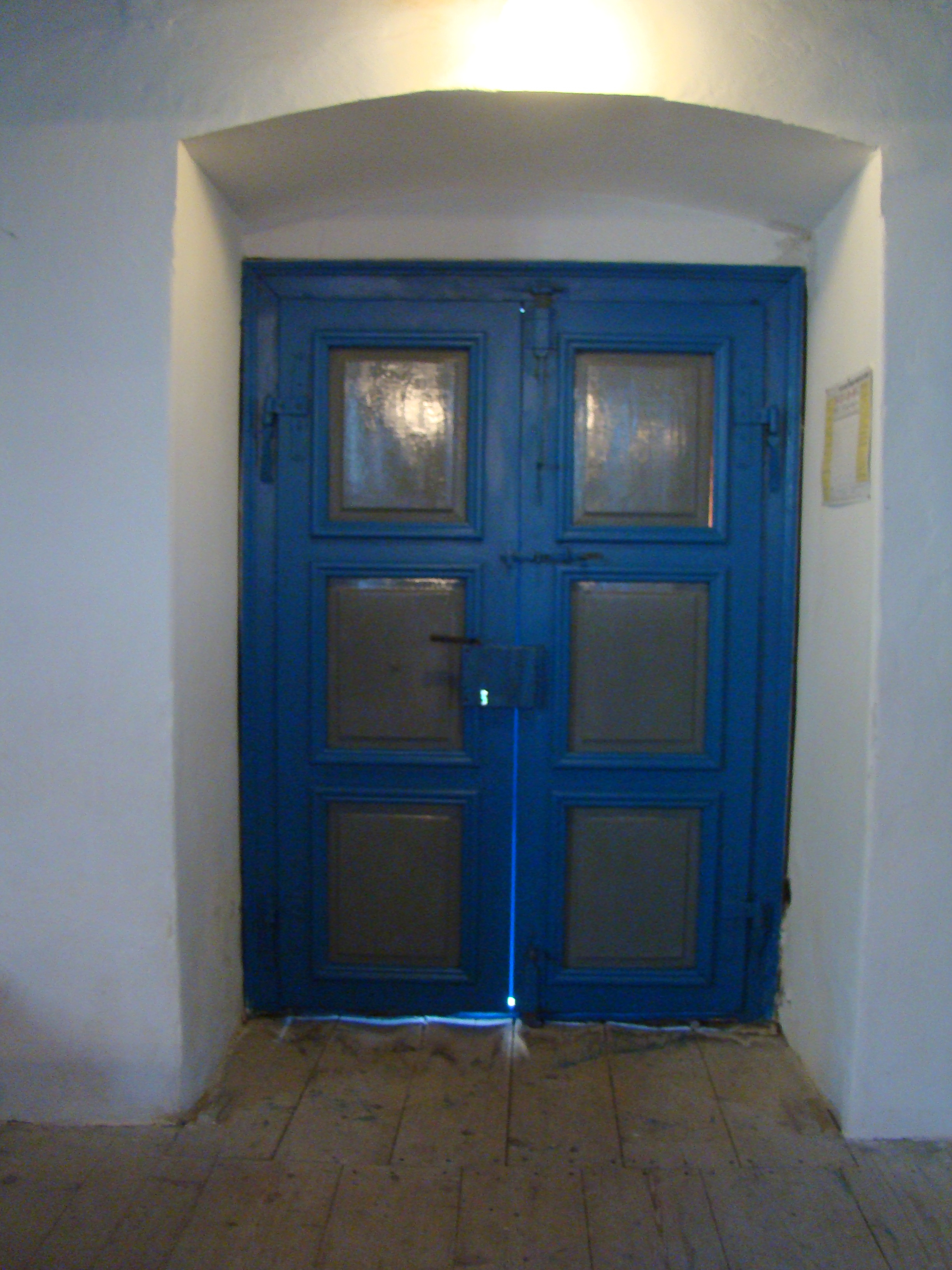
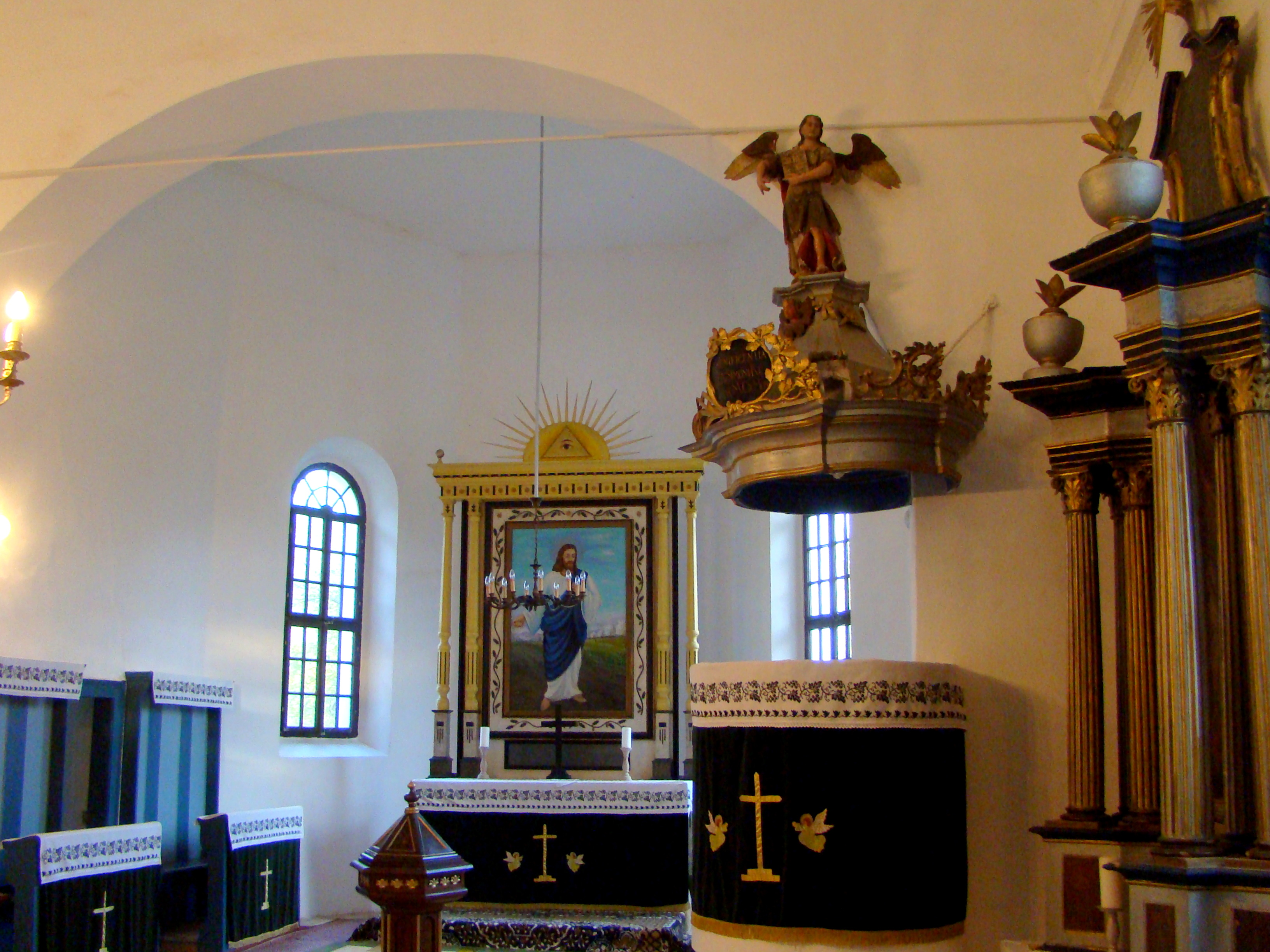
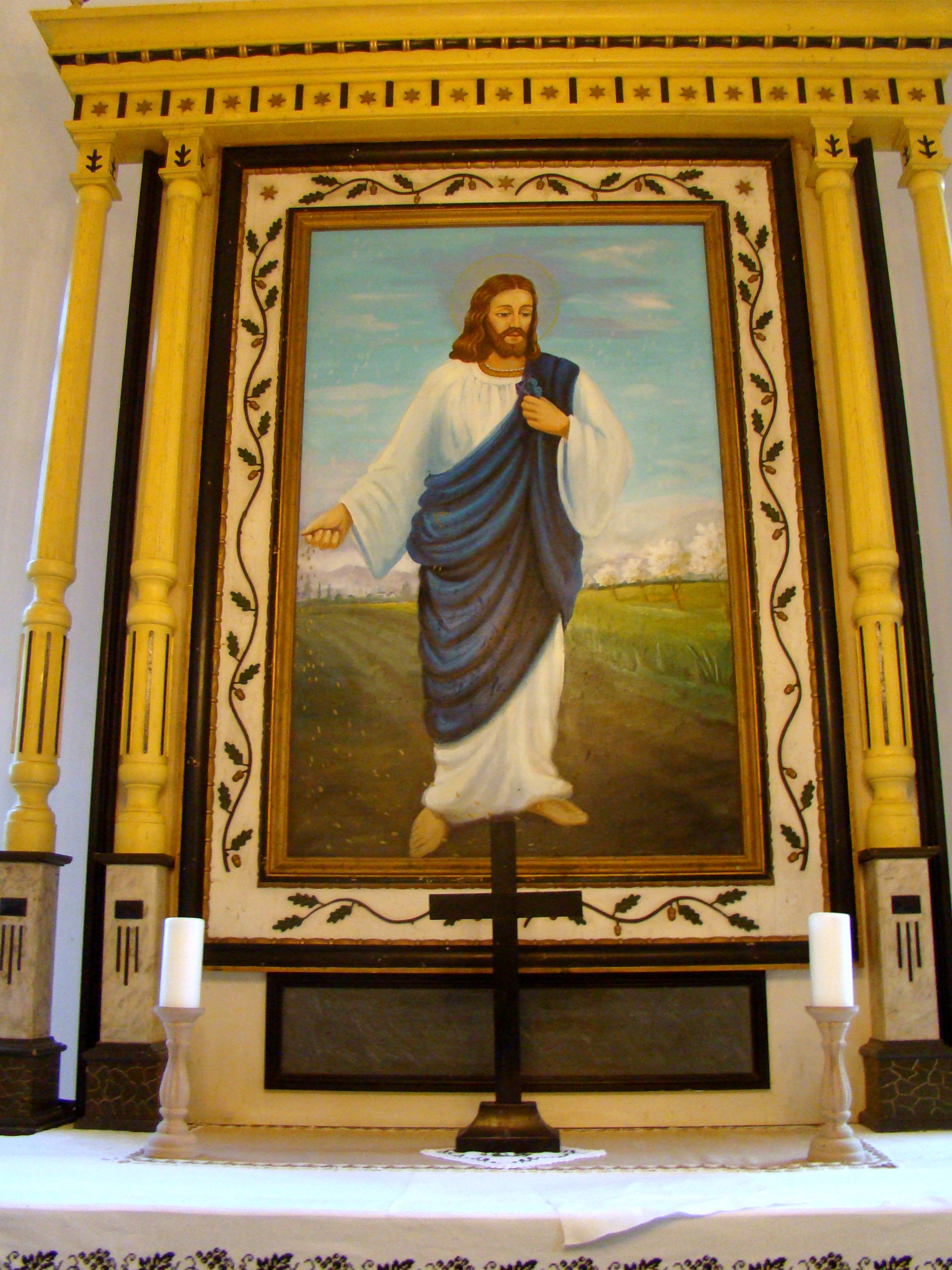
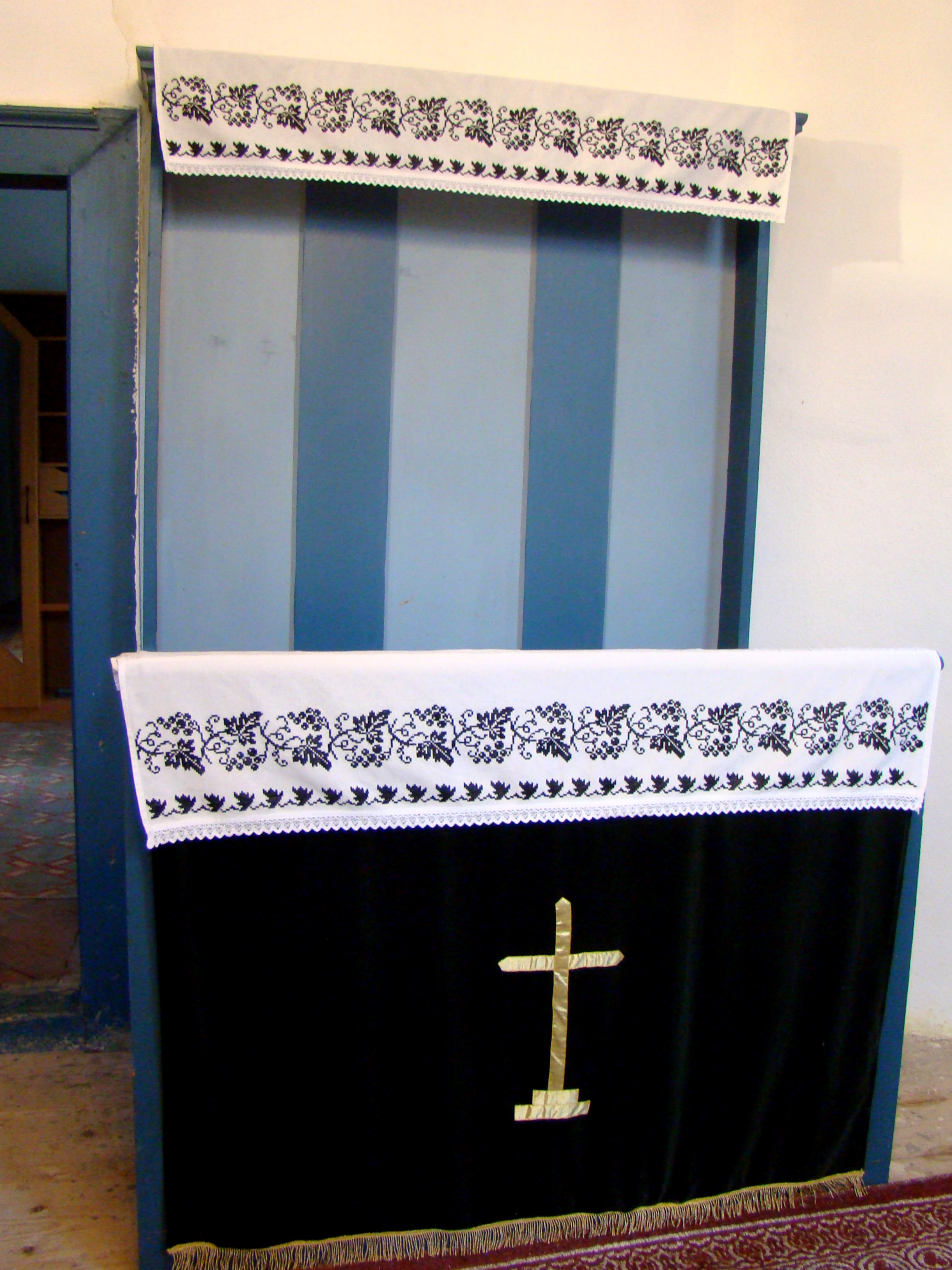
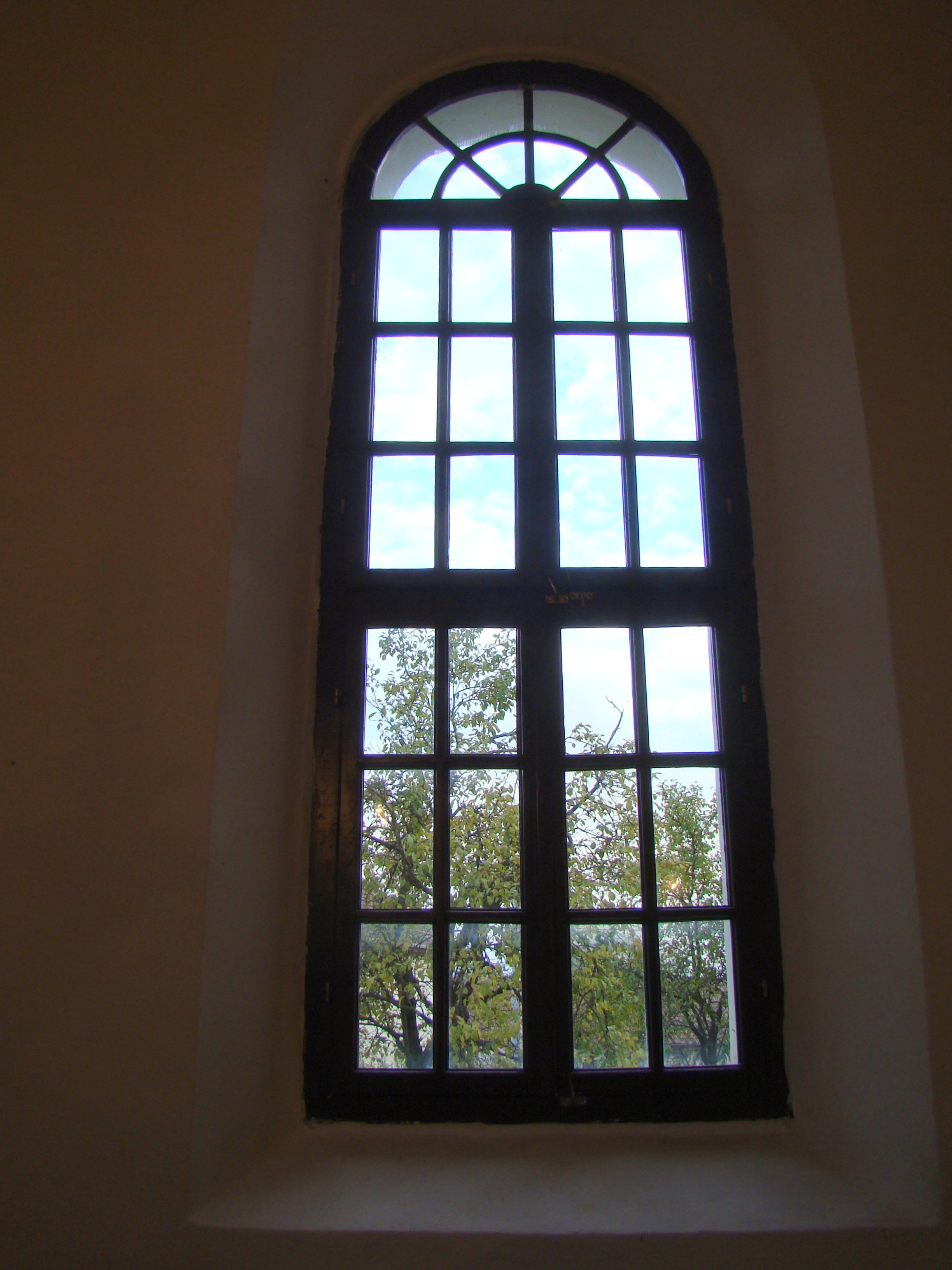
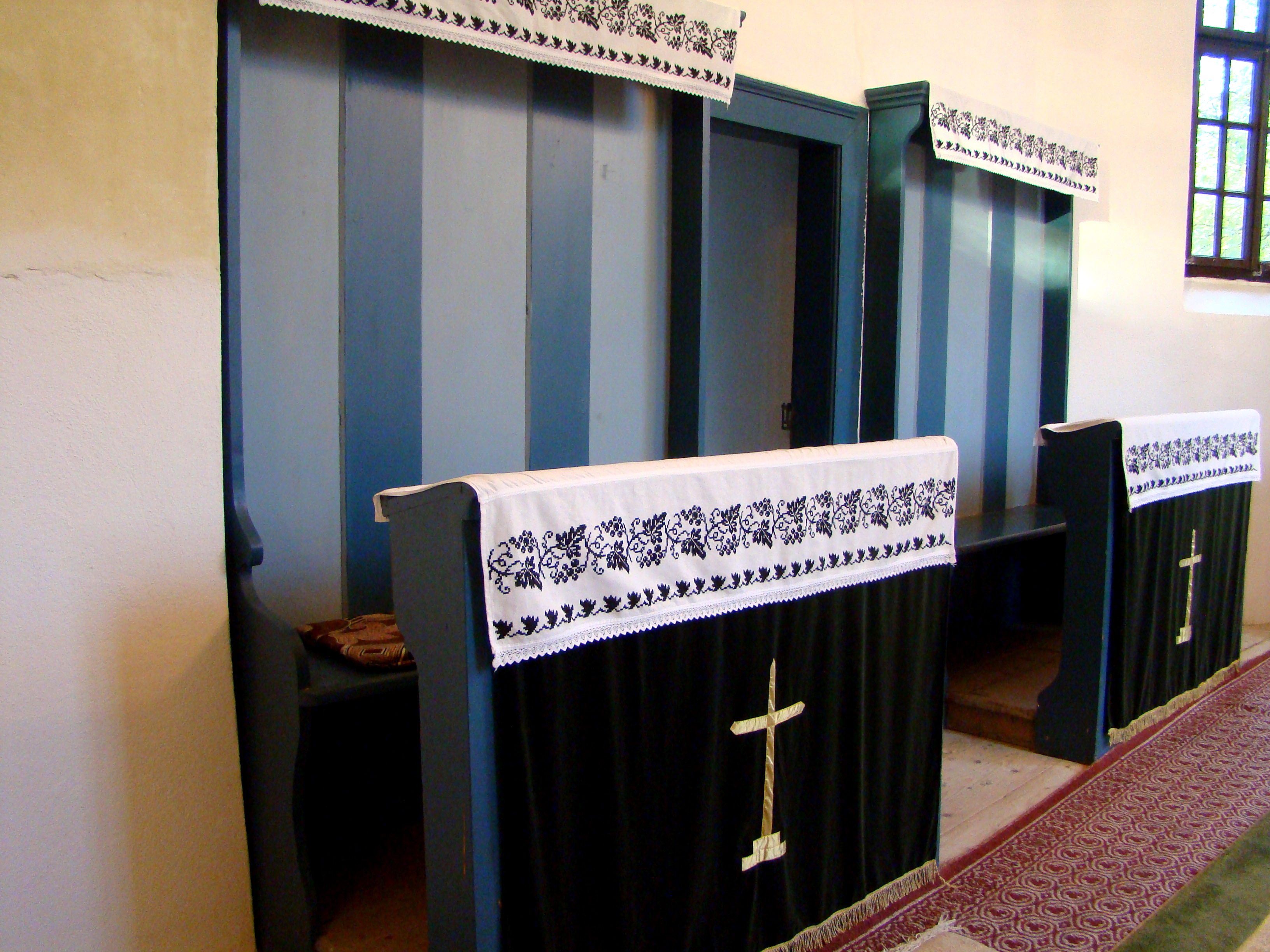
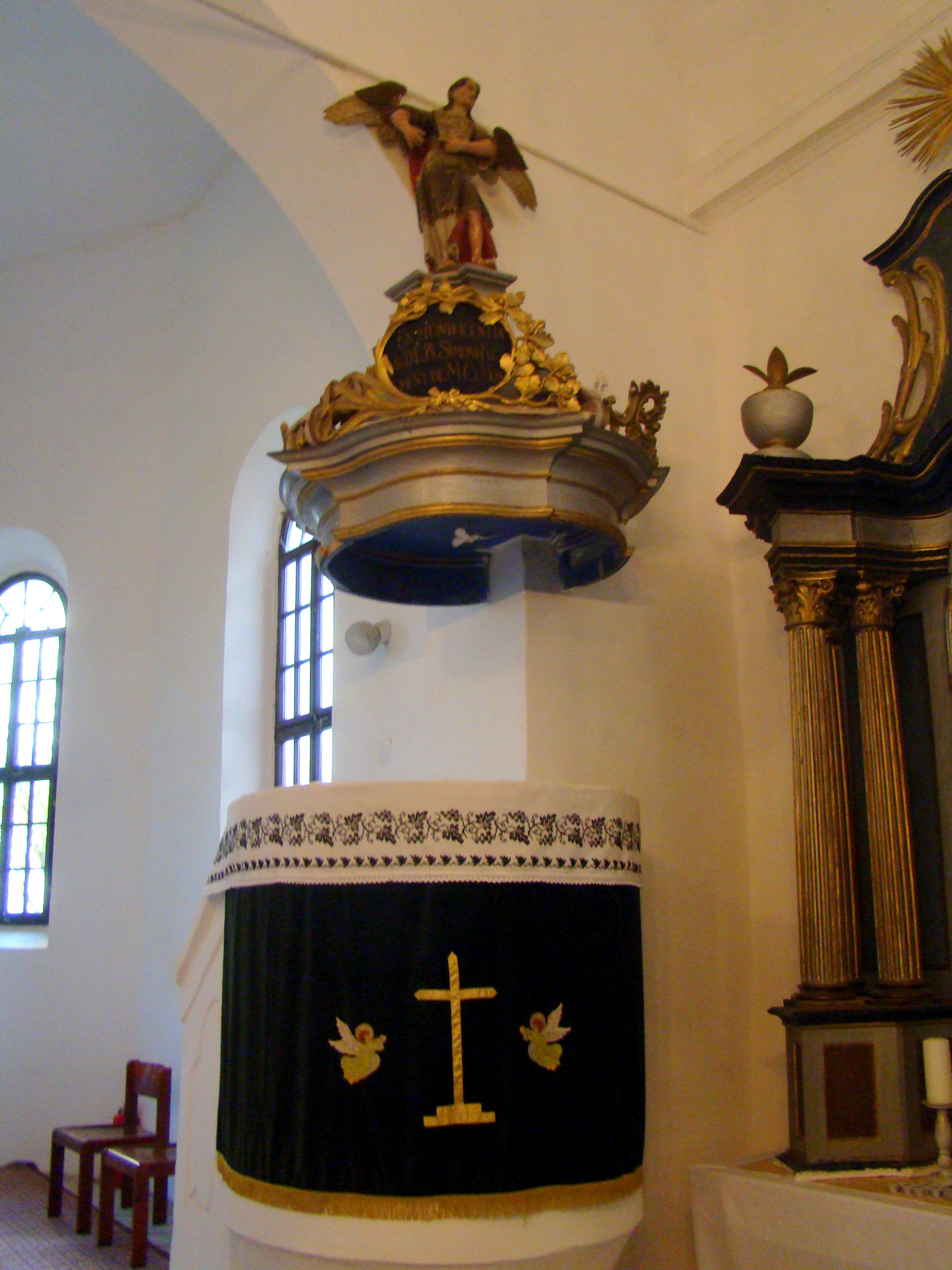
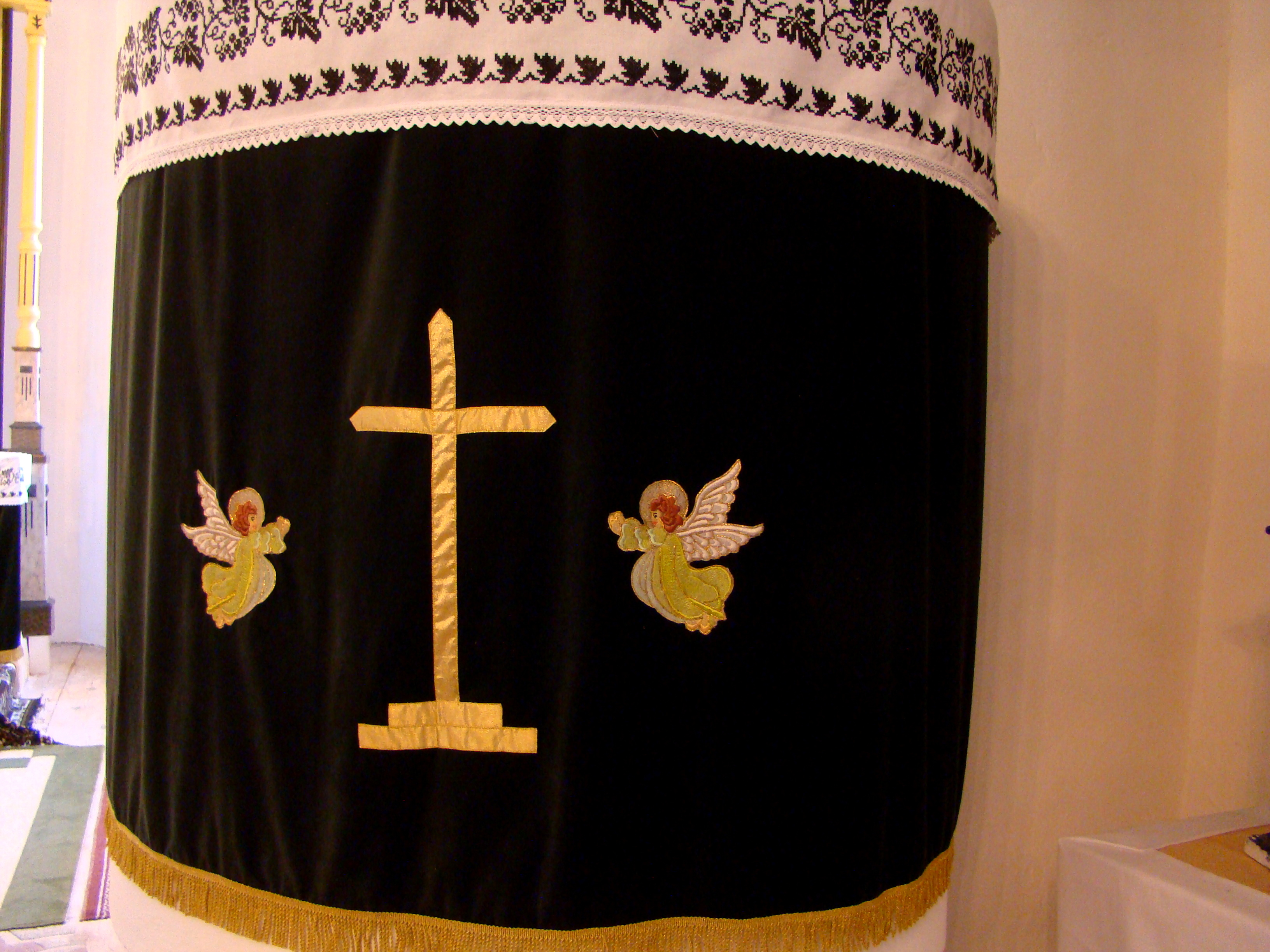
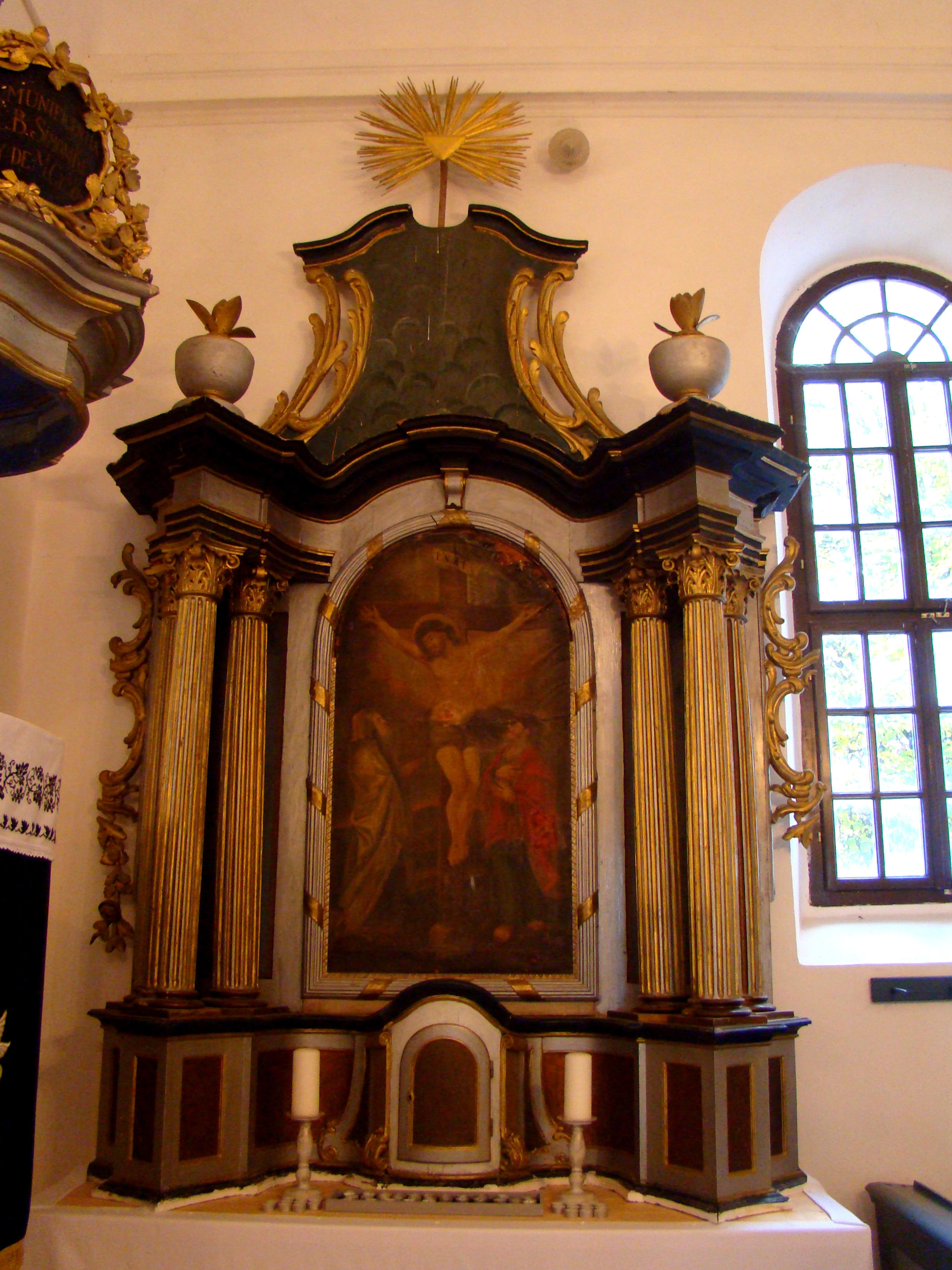
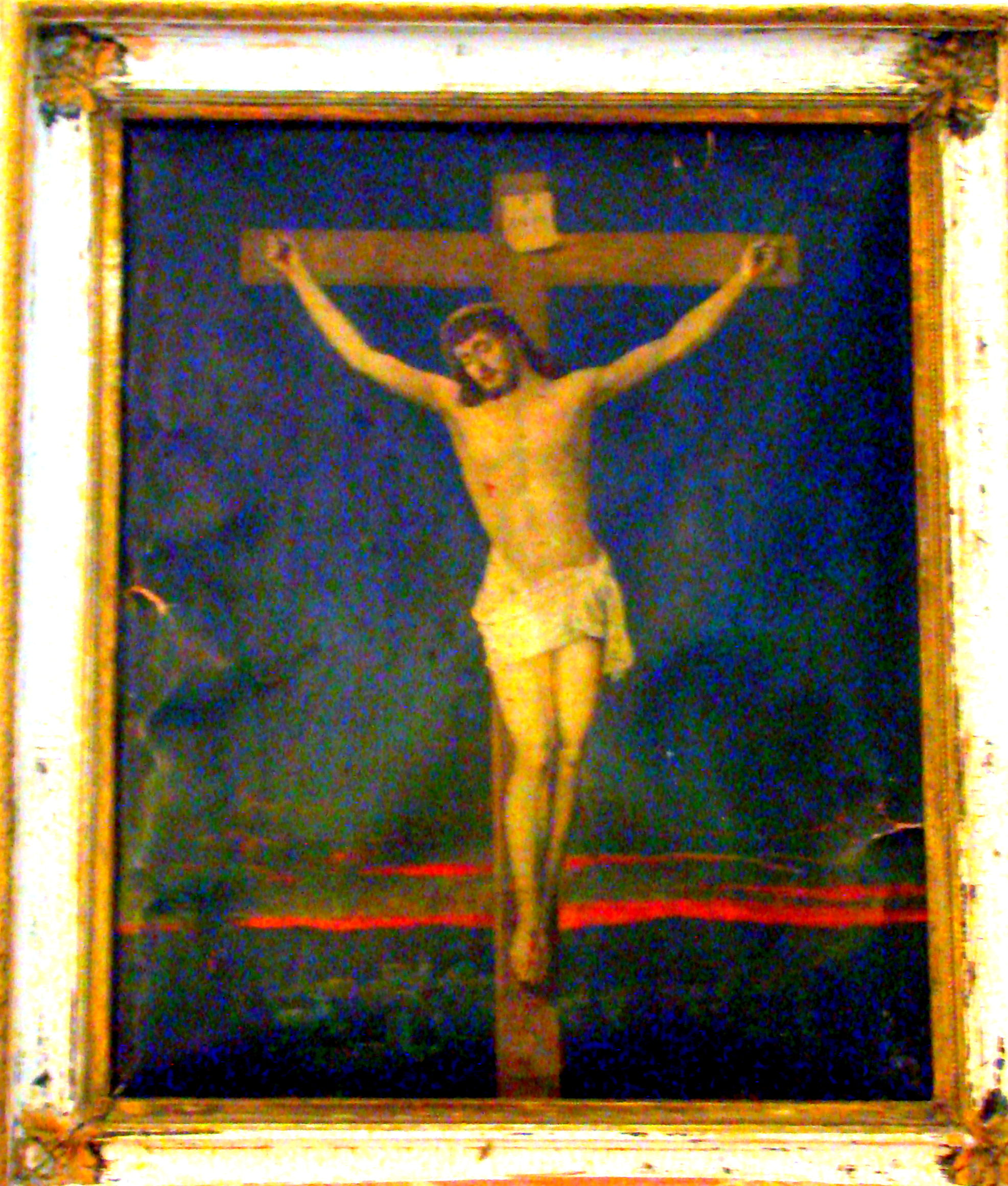
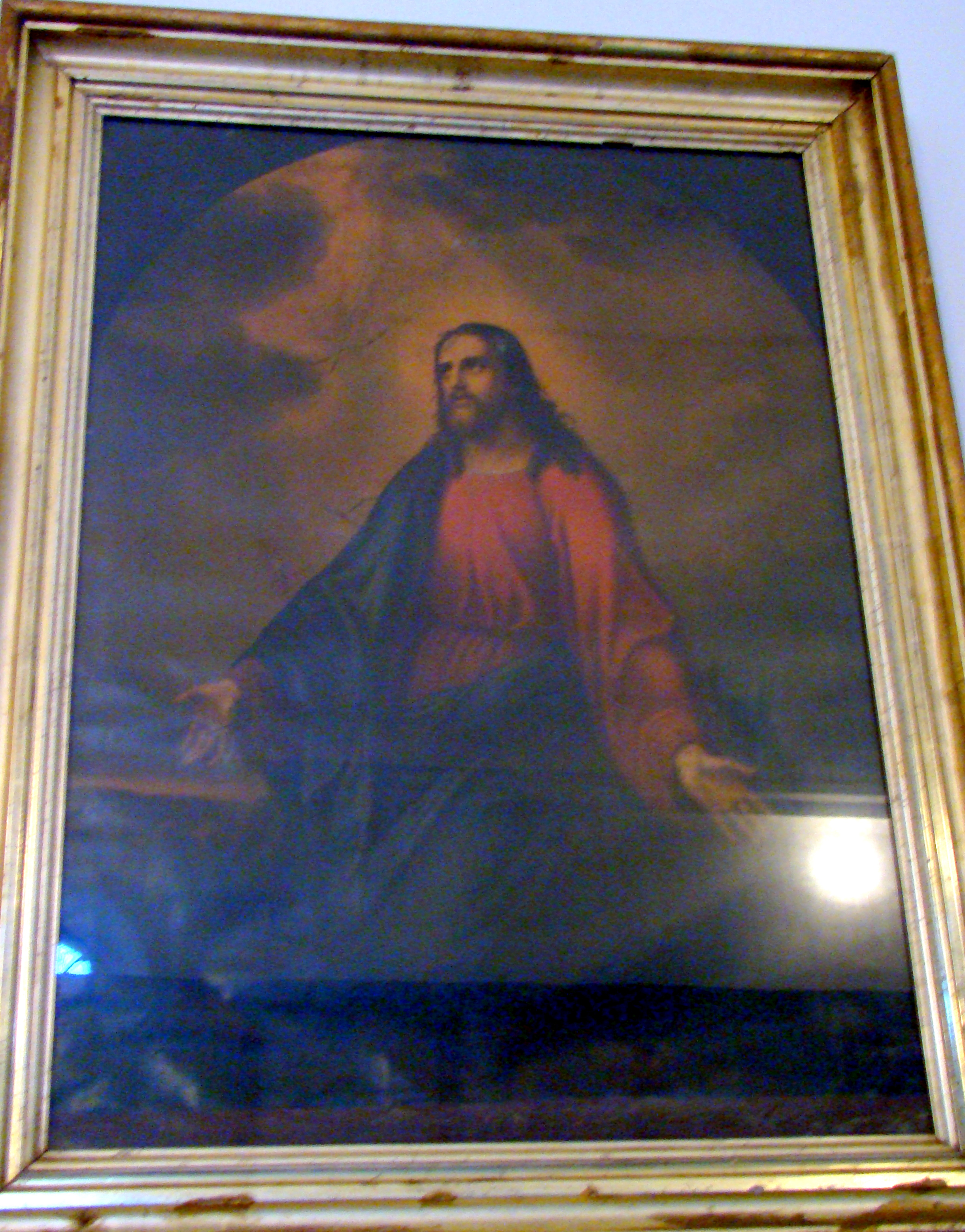
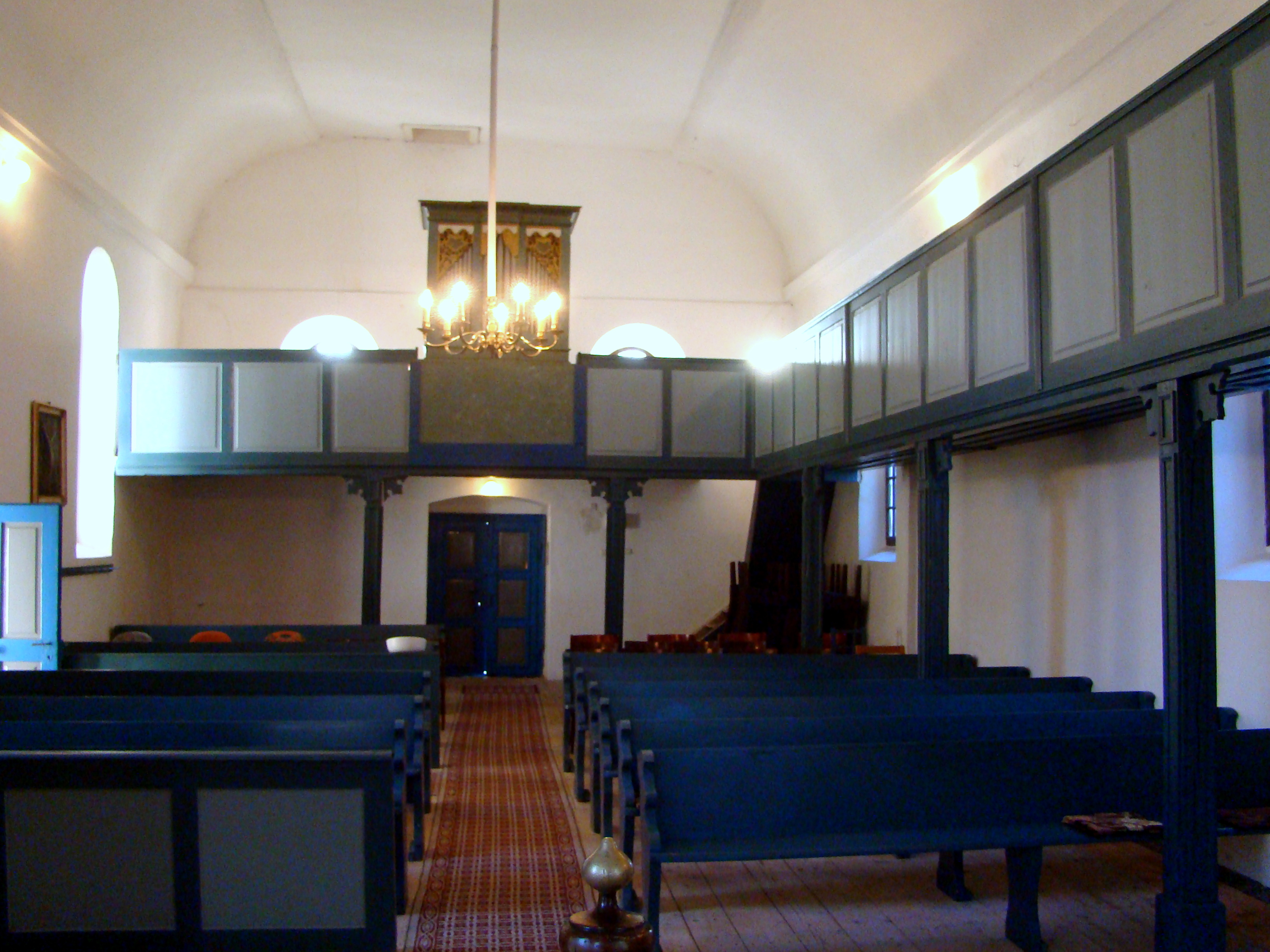

## Vezi și
- Ideciu de Sus, Mureș